# Club Deportivo O'Higgins
El Club Deportivo O'Higgins,también llamado O'Higgins de Rancagua u O'Higgins Fútbol Club,es un equipo profesional de la primera división del fútbol chileno, de la ciudad de Rancagua. Fue fundado el 7 de abril de 1955, producto de la fusión de los clubes América y O'Higgins Braden (fusión de los equipos de la Braden y del Instituto O'Higgins). A partir de 2005, pasa a ser una sociedad anónima deportiva, y es administrada por el expresidente de la ANFP Ricardo Abumohor.
Actualmente juega en la Liga de Primera de Chile, donde ha participado la mayor parte de su historia. Ha disputado 8 torneos internacionales, lo que lo convierte en el tercer equipo de provincia con más participaciones internacionales, detrás de Huachipato con 9 participaciones y Cobreloa con 18 participaciones, ubicándose noveno a nivel nacional.
La rama del Fútbol Joven de O'Higgins de Rancagua está a cargo por su Jefe Deportivo Fernando Vergara con las series inferiores siendo sus prácticas en el Complejo llamado Monasterio Celeste el que es uno de los más modernos de Latinoamérica.
Desde su fundación, los colores que identifican al club son el celeste, blanco, verde y amarillo utilizando también en algunas oportunidades el color negro. Su escudo consta de un escusón con la palabra O'Higgins en su parte superior. Abajo, en una estructura pentagonal se distribuyen tres franjas verticales, una blanca, otra verde y otra amarilla, que recuerdan los colores de los antiguos clubes Braden, Instituto O'Higgins y América de Rancagua respectivamente. Encima de todo, lleva la silueta de un ave fénix, símbolo de la ciudad de Rancagua.
El club cuenta con 4 títulos oficiales, uno de Primera División tras ganar el Torneo Apertura 2013, una Supercopa de Chile del año 2014, un torneo de Segunda División obtenida el año 1964 y un campeonato de Apertura de Segunda División en 1986. Además cuenta con otros subcampeonatos: uno de Primera División 2 de Copa Chile y 3 de Primera B. Ha obtenido 2 Liguilla Pre Libertadores en los 1978 y 1979. Internacionalmente es el tercer club de provincia con más participación en torneos internacionales.
El club ejerce de local en el mundialista Estadio El Teniente que le pertenece a Codelco, que posee una capacidad de 12 476 espectadores. El 20 de enero de 2015 la página Stadiums Database especialista en estadios a nivel mundial lo nominó como uno de los mejores 32 estadios del mundo durante 2014, en la lista, donde principalmente aparecen coliseos de Brasil, país sede de la Copa Mundial Brasil 2014, se transformó en el único estadio sudamericano en aparecer.
Su clásico rival es Cobreloa, contra quien disputa el Clásico del Cobre. Además, contra Rangers de Talca disputa el Clásico Huaso y contra Colchagua el Clásico Regional.
En abril de 2014, según el ranking de la Confederación Sudamericana de Fútbol (Conmebol), O'Higgins estuvo ubicado en el 14.º de la clasificación, siendo el segundo mejor equipo de Chile solo superado por la Universidad de Chile, la mejor ubicación de su historia.
En diciembre de 2013 la Conmebol elogia al Club Deportivo O'Higgins por ser un club Moderno y campeón, debido al campeonato obtenido y a las nuevas instalaciones de su campo deportivo que son consideradas a nivel europeo lo que poco a poco se ha ido consolidando este club y está dentro de los más importantes del país.
El 31 de diciembre de 2013, el Diario El País de Uruguay realizó una encuesta donde participaron más de 700 periodistas a nivel mundial en el cual O'Higgins es galardonado como el Mejor equipo de Chile superando a Universidad Católica, Colo-Colo, Universidad de Chile y Unión Española respectivamente.

## Historia

### Orígenes

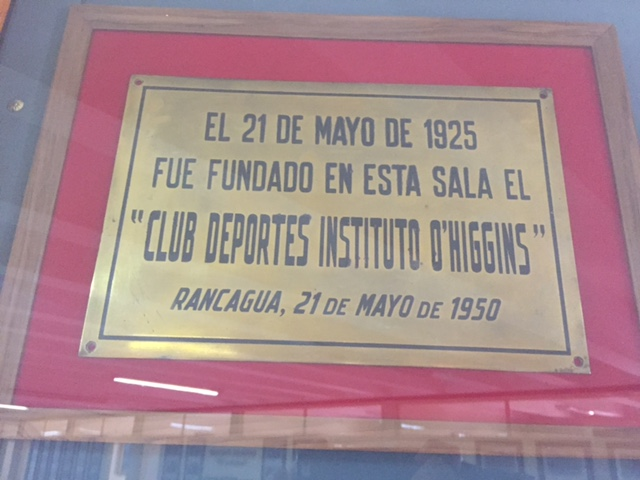
Placa conmemorativa de los 25 años de la fundación del Club de Deportes del Instituto O'Higgins. Actualmente se encuentra en uno de los pasillos del colegio.

Tradicionalmente en Rancagua existían tres equipos muy representativos: el Braden, que representaba a los trabajadores de la Fundición de la Braden Copper Co.; el Instituto O'Higgins que representaba al Instituto O'Higgins de los Hermanos Maristas; y el Club América, que representaban al comercio local.
En el campeonato de ascenso de 1954 se coronó campeón e invicto el O'Higgins Braden, que era el resultado de la fusión entre Instituto y Braden. En segundo lugar llegó América, pero sin posibilidades de ascender.
Ante esta situación, los dirigentes de la Asociación Central de Fútbol Carlos Dittborn, Nicolás Abumohor, entre otros, citaron a los presidentes de América y de O'Higgins Braden debido a la imposibilidad de que existiesen dos equipos profesionales en una ciudad pequeña como Rancagua. Así, para la Primera división de 1955 se resolvió la fusión de ambos clubes, que tradicionalmente tuvieron una marcada rivalidad deportiva.
Para definir el nombre del equipo, la Braden Copper Co. (empresa que explotaba el mineral El Teniente) ofreció poner el nombre de la compañía al equipo de la ciudad. Esto fue rechazado, pese a que los directores cupríferos ofrecieron los mejores jugadores del país y algunas figuras del extranjero de la época. Después de muchas reuniones, se incluye a Baltazar Castro como mediador. Finalmente se optó por poner O’Higgins al club de la ciudad.
El 7 de abril de 1955 hubo que definir al primer presidente, y tras varias discusiones (debido a la igualdad de miembros del América y el O'Higgins Braden en el directorio) se decidió que una moneda al aire era la única forma de solucionar el problema. De esta manera se eligió a Don Francisco Rajcevich del O'Higgins Braden como el primer presidente del Club O'Higgins. Junto a él estaba Don Manuel Riquelme del Club América, Nicanor Lobos del O'Higgins Braden, Don Octavio Cisternas del Club América, Patricio Mekis, Dionisio Valenzuela del O'Higgins Braden y Alberto Musse del América, todos ellos eran connotados magníficos y pintorescos hombres de la ciudad.
En cuanto al uniforme, primero se había decidido utilizar camiseta roja, pantalón azul y medias blancas, pero la asociación prohibió el uso de un uniforme como el de la selección nacional, por lo que se optó por el color celeste, basado en la última selección campeona del mundo que era Uruguay. Además, ese color no era usado por otras instituciones participantes.
El primer entrenador que dirigió a O'Higgins fue Francisco Hormazábal, en conjunto con Eduardo Muñoz Muñoz como preparador físico. El primer plantel tenía entre sus filas a jugadores de la talla de Mario Fernández, Salvador Calvente, Carlos Bustos el mejor portero de la historia celeste, Sergio Fuenzalida, Milton Puga, Luis Wilson, Leonardo Bedoya, Jorge Romero, Juan Bautista Soto, Juvenal Soto el goleador del equipo, Raúl Salazar, Julio Gagliano y Roberto Rodríguez.

### Primeros años (1956—1970)
El club vivió sus primeros años en Primera División con campañas regulares, sin destacar en demasía pero manteniendo la categoría.
En su segunda campaña, la de 1956, el club logra inscribir a uno de sus jugadores, Guillermo Villarroel, como goleador de Primera División mediante 19 goles. Este fue el primer jugador celeste en obtener tal logro.
La primera gran campaña fue la de 1959. En esta, de la mano del DT José Salerno se consiguió un histórico cuarto lugar a 4 puntos del campeón Universidad de Chile. Este año el equipo marcó 51 goles en 26 partidos consiguiendo un 65% de rendimiento. Jugadores destacados de esta campaña fueron, entre otros, René Meléndez, Juvenal Soto, Jaime Salamanca. y José Benito Ríos, quien obtuvo el título de goleador de la Primera División.
En 1963, tras tres años en que el equipo se mantuvo en la medianía de la tabla, finaliza en los últimos lugares, pasando a disputar por primera vez la Segunda División.
En 1964, con la finalidad de lograr el ascenso, el club contrata a jugadores argentinos como el seleccionado Federico Vairo y Mario Desiderio. Ese año O'Higgins obtuvo con amplia ventaja el título de campeón de Segunda División volviendo rápidamente a la Primera División, categoría en la cual se manutuvo por varios años con regulares campañas.

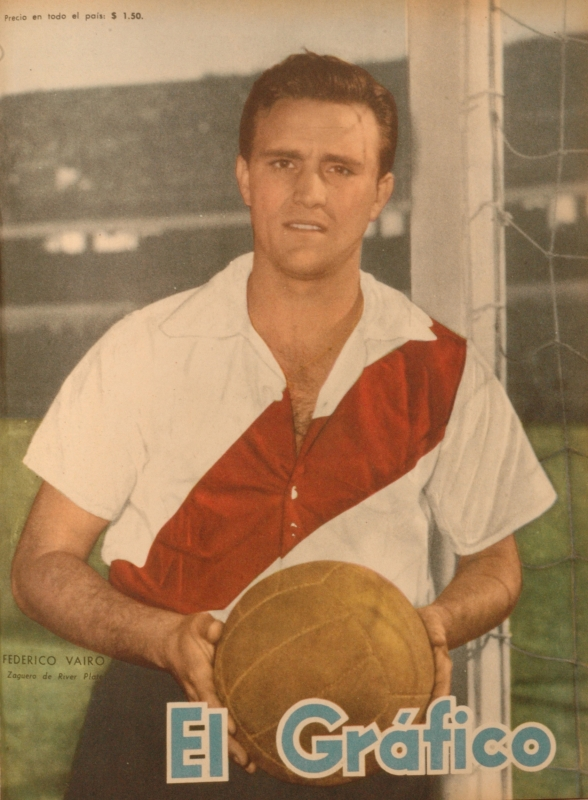
Federico Vairo uno de los jugadores más importantes del club.

### Década de 1970
En 1973 O'Higgins logra la segunda mejor campaña de su historia empatando en el tercer lugar con Huachipato, quedando detrás de Unión Española y Colo-Colo.
A finales de los años 70, la institución vivió una de las mejores etapa de su historia, de la mano del entrenador Luis Santibáñez.
En 1978 finaliza en la tercera posición, solo por detrás de Palestino y Cobreloa. Esto le permitió acceder a la Liguilla Pre-Libertadores, que ganó en un partido de desempate frente a Unión Española, para así clasificar a la Copa Libertadores de América por primera vez en su historia.
En la Libertadores de 1979 integró el grupo 4 junto a Palestino y los venezolanos Deportivo Galicia y Portuguesa FC. Tras los seis partidos de la primera fase, termina en el segundo lugar del grupo, destacándose por el doble triunfo de 1 - 0 en Caracas y la goleada 5 - 0 en Rancagua frente al Deportivo Galicia.
A fines de 1979 alcanza por segunda vez consecutiva la Liguilla Pre-Libertadores junto a Unión Española, Cobreloa y Universidad de Chile. En esta liguilla terminó en el primer lugar, tras superar en un partido de desempate a Universidad de Chile con un solitario gol de Waldo Quiroz. Así clasificó al torneo continental de 1980 en donde desarrollaría una histórica participación

### 1980-1984
En 1980 O'Higgins logra llegar a semifinales de Copa Libertadores. En tal edición O'Higgins integró el grupo 5 junto a Colo-Colo y los paraguayos Sol de América y Cerro Porteño. Contra todo pronóstico el "Ohi-Ohi" se hace con el primer lugar con 2 partidos ganados, 2 empatados y 2 perdidos. Se destaca el contundente triunfo de visita contra Sol de América por 4-1.
El primer lugar del grupo le permite al equipo clasificar a la ronda semifinal. En ésta, por normativas de la Conmebol, O'Higgins no pudo utilizar el Estadio El Teniente por poca capacidad, debiendo hacer de local en el Estadio Nacional.
En la semifinal el club integró la llave "B" junto al Club Olimpia de Paraguay y Nacional de Montevideo, perdiendo sus cuatro compromisos por estrechos marcadores, lo que lo relegó al último lugar.
En el Torneo Nacional de 1980 cumple una buena actuación, obteniendo el quinto lugar. En la Liguilla disputada con Colo-Colo, Universidad de Chile y Deportes Concepción pierde por un punto la opción de clasificar a la Copa Libertadores nuevamente.
Tras irregulares campañas en los torneos nacionales de 1981 y 1982, en 1983 no logra buenos resultados, pero se da el lujo de propinarle la peor derrota de su historia a Colo-Colo: un inapelable 6-1. En esa temporada la "celeste" logra llegar a su primera final de Copa Chile, cayendo ante Universidad Católica por la cuenta mínima. Pese a quedar como subcampeón, las bases determinadas por la Asociación Central de Fútbol permitieron que O'Higgins jugara la Copa Libertadores de América de 1984.
En el torneo local de 1984 fue parte del grupo "zona sur", donde terminó en cuarto lugar. Esto no le alcanzó para clasificar a la fase final por el título.
En la Copa Libertadores del mismo hace grupo con Universidad Católica y los bolivianos Bolívar y Blooming. La participación fue mala, finalizando último del grupo con solo una unidad (empate ante Bolívar de local), y cinco derrotas entre las que se cuentan el 3-4 en Rancagua frente a Blooming y la mayor goleada encajada en torneos internacionales: un 5-1 a favor de Bolívar en La Paz.
Bajo este contexto llegó el fin de una de las mejores etapas de la historia del club. Algunos jugadores que brillaron en tal período fueron el arquero Cristian Trejos, Luis Droguett, Osvaldo Vargas, René Serrano, Gabriel Jeria, Juan Rogelio Núñez, Leonidas Burgos, Guido Coppa, Michel Atanasovici, Sergio Ahumada, Waldo Quiroz, Washington Guajardo y el joven goleador Aníbal González.

### 1985-1989
En 1985 O'Higgins desciende nuevamente a Segunda División, padeciendo una importante crisis económica y deportiva. Ante los problemas, el club solicitó apoyo a la minera estatal CODELCO, que si bien entregaba fondos al club desde 1978 no lo hacía de la misma manera que con otros clubes ligados a la industria del cobre como Cobreloa y Cobresal. La compañía cuprífera, a cambio del apoyo financiero solicitó que la institución cambiara de nombre, barajándose el de Cobresur. Sin embargo, como el cambio de denominación habría significado perder los derechos federativos y por tanto descender a Tercera División, se descartó el proyecto.
El año 1986 se arma un plantel con varias figuras para volver a Primera División, pero no se cumplió el objetivo. Pese a ello, el equipo ganó la Copa Apertura de Segunda División o Copa Polla Lan Chile, que representaba la Copa Chile en la Segunda División.
En 1987 se llega a la liguilla de promoción de ascenso, disputando la final en Talca contra Lota Schwager. Atilio Marchioni marcó el empate para O'Higgins, que permitió a la celeste volver a Primera.
Durante esta década, producto de un acuerdo entre el club y la División El Teniente de Codelco que otorgaba automáticamente la condición de socio a los trabajadores de la empresa, O'Higgins llegó a alcanzar la suma de 36.000 socios.

### El O'Higgins de grandes campañas (1990-1995)
Durante la primera mitad de los años 90, una importante camada de buenos futbolistas, surgen de las divisiones inferiores: Jaime Riveros, Gabriel Mendoza, Fernando Cornejo, Clarence Acuña, Nelson Tapia, Rodrigo Pérez, Alejandro Osorio, Aníbal "Tunga" González, Moisés Ávila, Luis Medina, etc. Esto convirtió a O'Higgins, en una de las principales canteras de fútbol en Chile, en esa década. Además, figuras de buen corte técnico, visten la celeste como: Hugo Brizuela, Claudio Borghi, Carlos Gustavo de Luca, Roque Alfaro y Norberto Retamal, que se suman a Joel Molina, Juvenal Olmos, Miguel Ardiman, Wilson Rojas, Guillermo Carreño, Francisco Ugarte, Malcom Moyano, Patricio Mardones, Danilo Chacón, Mauro Meléndez, etc.

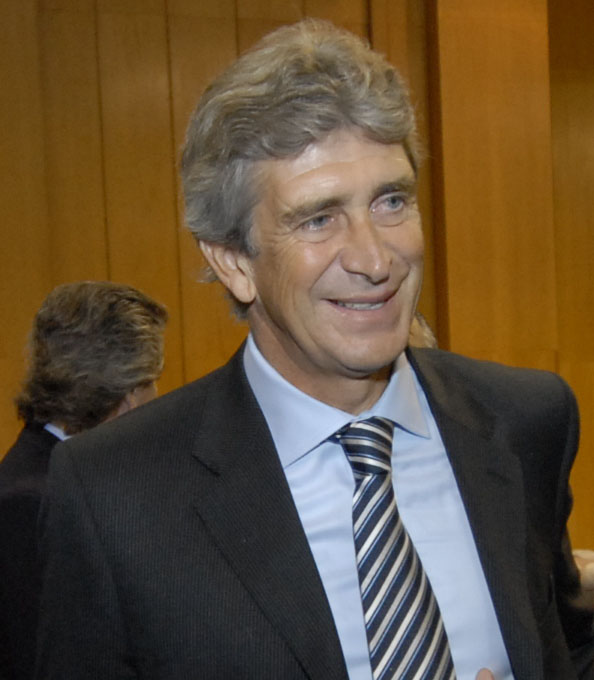
Manuel Pellegrini fue el entrenador del equipo en sus temporadas de 1992 y 1993.

En 1990, se alcanzó la liguilla de Copa Libertadores: se empata a dos goles con Universidad Católica, con anotaciones de Raúl Roque Alfaro, José Luis Cardozo Con el triunfo parcial, el club celeste estaba clasificando a la Copa Libertadores de América, pero Universidad Católica empató el partido y Deportes Concepción finalmente fue el clasificado.
En 1991, O'Higgins jugó la final de la liguilla ante Universidad Católica, pero los cruzados ganaron obteniendo la clasificación. El premio de consuelo, fue que O'Higgins tras nueve años, volvía nuevamente a un torneo internacional, para disputar la recién creada Copa Conmebol. En primera ronda, Gimnasia y Esgrima de La Plata dejó fuera a los celestes del torneo, luego de un 0 a 0 en Rancagua y un 2-0 a favor del "Lobo" en La Plata.
En 1992, luego de que asuma la conducción técnica Manuel Pellegrini, el club llega a la liguilla de Copa Libertadores, por tercer año consecutivo, pero cae a manos de Universidad Católica, equipo que finalmente fue el clasificado.
En 1993 llega nuevamente a la liguilla, enfrentando a Universidad de Chile, Deportes Temuco (que venía de eliminar a Universidad Católica, en la ronda eliminatoria) y al ganador y clasificado Unión Española. Quedó relegado al último lugar.
El año 1994, es uno de los mejores para "La Celeste" en toda su historia. Realiza un buen torneo, de la mano del entrenador Roberto Hernández y se ubica en el tercer lugar, en la tabla general del campeonato, accediendo al cuadro final de la liguilla. Tras dos empates y una derrota, O'Higgins nuevamente ve frustrada sus intenciones, de volver al torneo más importante de América. También llega a la final de la Copa Chile, dejando en el camino a Universidad de Chile en semifinales, pero cae ante Colo-Colo, por los lanzamientos penales.
En el año 1995, realiza una buena campaña y se ubica sexto, pero solo por 2 puntos de diferencia con Cobreloa, no le alcanzó para ir a la liguilla de Copa Libertadores y corta la racha de 5 años seguidos, buscando un cupo en la Copa Libertadores.

### Descensos y ascensos (1996-2005)
En 1996 O'Higgins realiza una pésima campaña, a pesar de contar en su plantel, con jugadores como Gerardo Martino, Carlos Poblete, Ariel Cozzoni, Roque Burella, Fernando Calcaterra y Clarence Acuña. Dirigidos por Roque Alfaro y luego por Jorge Socías, se mantuvo una mala racha de resultados y bajas asistencias al estadio, trajeron como consecuencia un nuevo descenso a la Primera B, donde permanecería por dos años.
En 1998, con un plantel mayoritariamente formado en casa, se consigue el ascenso bajo la conducción de René Serrano, obteniendo el subcampeonato tras Cobresal.
En el torneo de Primera División de 1999, tras un pésimo comienzo, O'Higgins logra remontar posiciones, pero por diferencia de goles quedó fuera de la liguilla por el título. En esta campaña, destacó el goleador Mario Núñez, quien con 34 goles, se transformó en el máximo goleador del cuadro y del torneo de Primera División de ese año. Núñez, en conjunto con Jaime González, que marcó 23 goles, conformaron una de las duplas más goleadoras en la historia del fútbol chileno. En este torneo, también se recuerda el partido disputado con Universidad de Chile, denominado por la prensa deportiva como "el partido de la década", con un triunfo de 5-4 del club universitario, equipo que terminó siendo campeón ese año.
El año 2000 O'Higgins se ubicó en la posición 12.º de la tabla final del campeonato.
En 2001 el equipo realiza una mala campaña, a pesar de tener jugadores como: Aníbal González, el paraguayo Rolando Azás, Mauricio Dinamarca y el joven Manuel Villalobos. Finalizó penúltimo en la tabla (superando solamente a Deportes Puerto Montt y descendió junto a los puertomontinos a la Primera B.
El nuevo siglo trajo consigo una profunda crisis financiera e institucional, producto de malos manejos de las antiguas dirigencias. Ello, sumado a irregulares campañas en Primera B, hizo rápidamente que el club pasara, por sus peores años desde su fundación.
En 2002 el equipo alcanza la liguilla final del campeonato, sin embargo pierde puntos claves y posterga su objetivo, de volver al fútbol grande.
En 2003 O'Higgins hizo un buen torneo, pero perdió puntos importantes, en las últimas fechas del campeonato, lo cual impidió que se consiguiera el ascenso. Una derrota clave ante Everton (que terminó siendo campeón de la Primera B de ese año) por 2-0 en Rancagua, relegó a O'Higgins por primera vez en su historia, a participar tres años consecutivos en la segunda categoría.
De la misma manera, en 2004 llegó a las últimas fechas con posibilidades de ascenso, pero tal como había ocurrido el año anterior con Everton, perdió toda opción tras caer con Deportes Melipilla como visitante.

### Transformación en Sociedad Anónima y el regreso a Primera (2005-2007)
El año 2005 el club se encontraba en una delicada situación económica, arriesgando una quiebra y desaparición. Ante tal escenario el empresario Ricardo Abumohor, expresidente de la ANFP, compra y transforma al club en una sociedad anónima deportiva. Esto permitió solucionar los problemas económicos y realizar inmediatamente una buena campaña, bajo la mano del DT Gerardo Silva. En la Liguilla de Promoción se enfrentó a Deportes Melipilla, y con resultados de 1-0 en Rancagua y 3-3 en Melipilla, asegura el retorno a la Primera División después de 4 años. En esta campaña destacaron Hugo Brizuela, Mario Nuñez, Baltazar Astorga, Luis Flores Abarca, Jonathan Novoa y los jugadores formados en casa Rodrigo Ramírez, Héctor Barra, Carlos Herrera, Diego Olate, Felipe Rojas, Luis Flores Manzor, Marcelo Lucero, Rony Pérez y Marco Rodríguez.

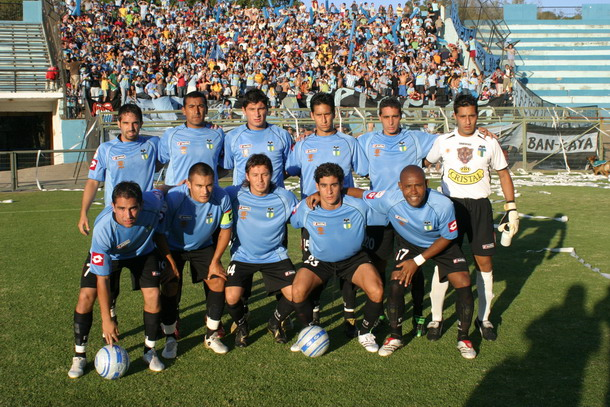
Formación de O'Higgins, en enero de 2007, en ese entonces bajo la dirección de Jorge Garcés.

En su regreso a primera división, en el año 2006 y con el DT Óscar Meneses el cuadro se refuerza con Joel Soto, Marco Olea, Marco Millape y los extranjeros Diego Guidi y Mariano Messera. La mala campaña inicial implicó la salida de Meneses y la contratación de Jorge Garcés. Con el nuevo DT el nivel del equipo sube, y finaliza en el puesto 12.º en la fase regular, llegando a un repechaje frente a Universidad Católica para ingresar a playoffs. En este repechaje empata a 1 gol y pierde la oportunidad de la postemporada.
En el Torneo Clausura de 2006, llegan refuerzos como Daniel González, Nicolás Diez, Cristián Canío, Fernando Meneses y el seleccionado venezolano Giancarlo Maldonado, artífices de una de las mejores campañas en la historia del club, quedando en segundo lugar. En playoffs eliminó en cuartos de final a Coquimbo Unido. En semifinales juega contra el Audax Italiano, quien lo elimina con un polémico arbitraje de Rubén Selman, que anuló dos goles a O'Higgins.
Para el Torneo Apertura de 2007, llegan refuerzos como Herly Alcázar, Adrián Rojas y Miguel Aceval. El equipo realiza una irregular participación y se ubica finalmente 10.º en la tabla general del torneo. En el Torneo Clausura 2007, el equipo realiza una buena campaña, que lo ubica primero en su grupo. En los cuartos de final, el equipo de la sexta región fue eliminado por Colo-Colo, equipo que a la postre fue el campeón.

### Regularidad y Torneo del Bicentenario (2007—2010)
A fines de 2007 Jorge Garcés renuncia a la dirección del equipo, siendo reemplazado en el año 2008 por el argentino Jorge Sampaoli que venía de dirigir al Sporting Cristal del Perú.

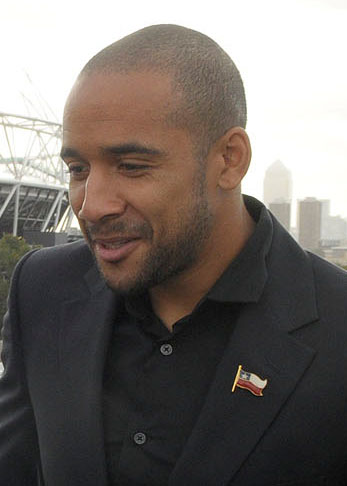
Jean Beausejour, uno de los jugadores destacados de O'Higgins durante 2008.

Entre los jugadores que llegaron para el Torneo de Apertura de 2008 destacaron Jean Beausejour, Carlos Carmona y Joan Henríquez. O'Higgins tuvo un buen desempeño en la fase regular del torneo, alcanzando el tercer lugar de la tabla general, detrás de Ñublense y Universidad Católica. En playoffs fue eliminado por Universidad de Chile.
En el Torneo de Clausura del mismo año, Sampaoli llevó a José Pedro Fuenzalida, Rafael Caroca y Néstor Bareiro quién sería uno de los goleadores del torneo marcando 16 goles en 19 partidos. O´Higgins hizo un regular desempeño logrando el séptimo lugar de la tabla regular. Finalmente el equipo de Sampaoli no pudo sobrepasar los cuartos de final.
Para 2009 llegaron jugadores como César Taborda, Albert Acevedo, Fernando Meneses y Samuel Teuber. El Torneo de Apertura fue irregular ingresando a Playoffs en el 8.º lugar de la tabla. En cuartos de final fue eliminado a manos de Unión Española.
Tras el Torneo de Clausura de 2009 Sampaoli abandona la banca rancagüina por irregulares resultados.
El año 2010 Roberto Hernández es contratado como DT. El comienzo de temporada fue prometedor, pues alcanzó los primeros lugares de la tabla, pero avanzadas las semanas y con el cambio de formato del campeonato, que pasó a ser anual debido al terremoto del 27 de febrero, el equipo se fue alejando de los primeros puestos.
Tras el receso debido al Mundial de Sudáfrica, la irregularidad fue la constante en el equipo, lo que derivó en el despido del entrenador Hernández, y la llegada de Marco Antonio Figueroa. Finalizado el torneo, el equipo se ubicó en la parte media baja de la tabla, no tan lejos de la liguilla de promoción.
A pesar de que los dirigentes celestes pidieron a Figueroa su continuidad, el Fantasma decidió finalizar su vínculo luego de recibir ofertas del Tiburones Rojos de Veracruz. La banca de O'Higgins fue ocupada por Ivo Basay, quien venía de realizar una buena campaña con Unión San Felipe en la Copa Sudamericana.

### La era Basay
En el Torneo Apertura 2011, con 27 puntos en la tabla de posiciones, O'Higgins logra el quinto lugar, a solo 3 puntos del cuarto, Palestino. En esta campaña, se puede destacar el juego de calidad de visitante de O'Higgins, y un mal desempeño como local. El club clasificaría satisfactoriamente a los cuartos de final, donde se enfrentaría con Palestino. En la ida, en El Teniente, en Rancagua, O'Higgins convierte y abre el marcador con autogol de Rodrigo Riquelme tras un cabezazo del defensor de O'Higgins, Juan Luis González, pero en los descuentos del segundo tiempo, un derechazo del defensor de Palestino, Luis Oyarzún, conocido en O'Higgins, coloca el marcador 1 a 1. En la vuelta, en el Municipal La Cisterna, Guillermo Suárez, Juan Luis González y Enzo Gutiérrez, golean 3 a 0 a Palestino. En las semifinales, O'Higgins se mediría con una poderosa Universidad de Chile. En la ida, en Rancagua, la "U" ganaría 1 a 0 tras el ingreso y gol de Diego Rivarola, y en la vuelta en el Estadio Nacional de Chile, O'Higgins partiría ganando a los 8 minutos con gol de cabeza de Enzo Gutiérrez, pero las cosas se pondrían feas, ya que tras una gran participación de Eduardo Vargas, Gustavo Canales y otros más, Universidad de Chile golearía con categoría al cuadro celeste por 7 goles a 1. En esta temporada el goleador de O'Higgins fue Enzo Gutiérrez con 7 anotaciones, quedando quinto en la tabla de goleadores. El esquema planteado por Ivo Basay sería así: Luis Marín en portería, línea de 4 defensiva, conformada por Mauricio Arias, Cristián Oviedo, Diego Olate o Juan Luis González y Yerson Opazo. En el mediocampo, dos mediocampistas de quite, Fernando Emmanuel De la Fuente e Iván Vásquez, y uno de creación, Boris Sagredo o Luis Núñez, dejando en delantera a Juan Gonzalo Lorca, Guillermo Suárez y Enzo Gutiérrez.
En el Torneo Clausura 2011, O'Higgins presenta gran variedad de refuerzos para esta temporada, incorporando a Miguel Ángel González, Sebastián Pinto, Ezequiel Lazo y Nicolás Larrondo. Sin embargo pocas fechas durarían Basay y su ayudante Daniel Morón, ya que tras la despedida de Américo Rubén Gallego de la banca de Colo-Colo, serían la primera opción para reemplazar al exentrenador albo. Tras varios incidentes por parte de la directiva de O'Higgins, Blanco y Negro S.A. y la ANFP, Basay asumiría como entrenador en el elenco albo. Por lo tanto, permaneció como entrenador de O'Higgins Cristián Arán, el cual estaba asumiendo como entrenador de las inferiores del club celeste, hasta el 20 de septiembre de 2011, cuando asumió en el cargo José Cantillana. La gestión de Cantillana bajo la dirección técnica fue pobre en cuanto a logros obtenidos y el equipo no clasificar a los "Playoffs" del torneo de Clausura 2011 quedándose en el puesto 16.º de la tabla del Clausura y 10° en la tabla general. Sebastián Pinto se transforma en el goleador del equipo
con 13 dianas.

### La era Berizzo, y el subcampeonato

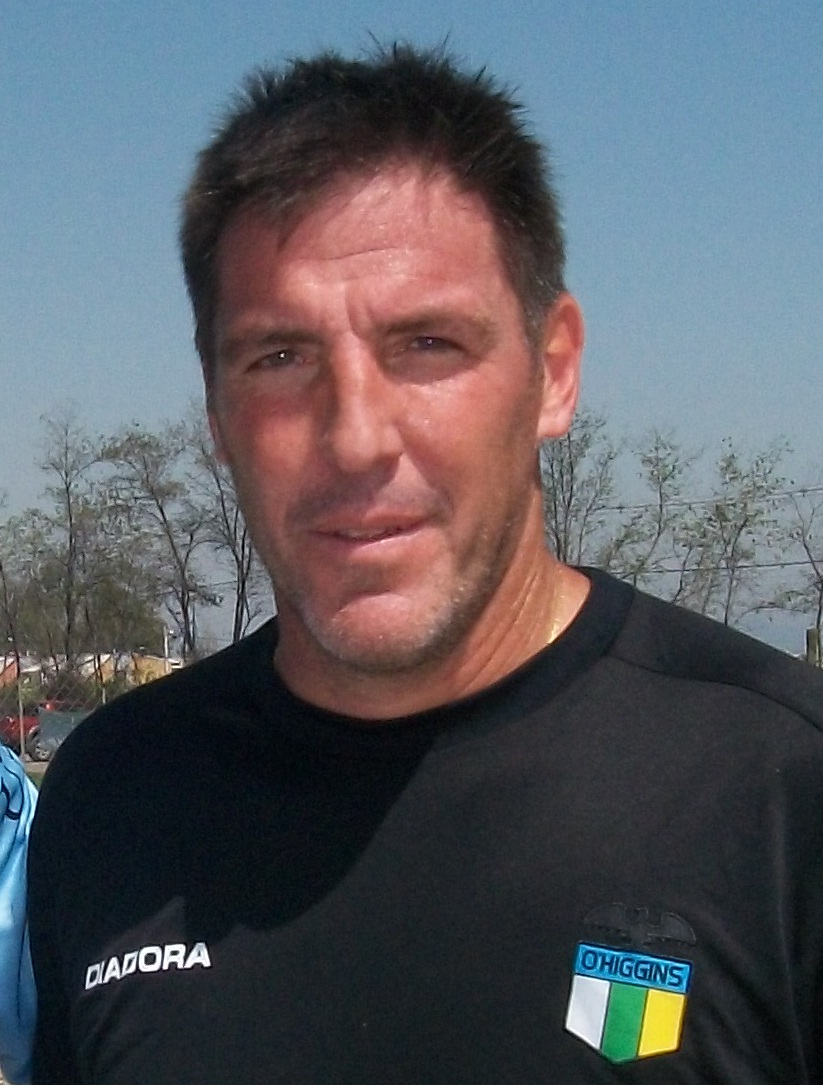
Eduardo Berizzo técnico entre las temporadas 2011-2014. Campeón Torneo Apertura 2013.

Con el equipo eliminado de la fase de playoffs del Torneo de Clausura 2011, la dirigencia anuncia la llegada del técnico Eduardo Berizzo para afrontar 2012. El O'Higgins de Eduardo Berizzo asume bajas importantes como la de Sebastián Pinto y Fernando De la Fuente en plena pretemporada. De todas maneras arranca el torneo de forma prometedora, logrando 7 de los primeros 12 puntos disputados y mostrando un juego vistoso. En la quinta fecha enfrenta un duelo crucial ante la Universidad de Chile (campeón vigente), donde logra dar la sorpresa venciendo en casa al cuadro santiaguino por 3-0, y cortándole un invicto de 27 partidos invictos como visitante. Posterior a esto, el equipo logra remontar y consigue cuatro triunfos en línea, de la mano de figuras como Ramón Fernández, Enzo Gutiérrez, Julio Barroso, Luis Marín y Juan Rodrigo Rojas entre otros; pilares fundamentales de la campaña que aseguran un cupo a la Copa Sudamericana 2012.
Tras finalizar la fase regular se mete a Play-Offs, donde elimina a Unión La Calera, para en semifinales enfrentar a Unión Española y tras perder la ida por 1-0, el 23 de junio de 2012 O'Higgins logra su mayor logro en el fútbol nacional en 57 años de historia tras vencer por 2-1 a Unión Española en el Estadio El Teniente de Rancagua y acceder a su primera final de campeonato, consolidando la mejor campaña del club en la Primera División, habiendo terminado 2° en la fase regular. El día 28 de junio de 2012, el Club Deportivo O'Higgins juega su primera final en torneos cortos, frente Universidad de Chile. En esta primera final, los rancagüinos vencieron a los capitalinos con goles de Rodrigo Rojas y Alejandro López, mientras que en el cuadro laico descontó el argentino Guillermo Marino. En el partido de vuelta los celestes comenzaron ganando con un gol del volante creativo Ramón Fernández a través de un penal, a lo que enfrentó el segundo tiempo del partido con el marcador a favor. Pero en la última mitad, Charles Aránguiz anotó el empate de penal inexistente y cuando todo parecía que O'Higgins obtuviera su primer título nacional, Guillermo Marino marcó en tiempo agregado forzando definición a penales. En la tanda decisiva, la Universidad de Chile de la mano de su portero Johnny Herrera, se adjudicó el título tras ganar por dos a cero. Finalizado el encuentro, el árbitro Enrique Osses fue blanco de críticas que lo responsabilizaban del triunfo azul.
Para el torneo de Clausura, O'Higgins pierde a un gran baluarte del torneo de apertura: Enzo Gutiérrez, quien había sido goleador del equipo en el primer semestre, se fue a la Universidad de Chile, lo que significaría una gran oportunidad para el venezolano Richard Blanco. También sufrió las partidas de Guillermo Suárez de préstamo a San Martín de San Juan y de Samuel Teuber a Palestino. El equipo celeste se reforzó con jugadores de alta calidad como el colombiano Marco Pérez, Carlos Ross, José Luis Silva, René Bugueño y la vuelta de préstamo de Juan Pablo Carrasco. O'Higgins al principio de semestre, tiene varias fechas pendientes por el ámbito internacional y por haber jugado la final del Torneo de Apertura, pero después se pone al día. En la primera ronda de la Copa Sudamericana, le toca jugar con el complicado y actual campeón paraguayo Cerro Porteño. En la ida disputada en Rancagua, juegan un interesante partido, que finaliza en un empate de 3 a 3, con goles de Ramón Fernández de tiro libre y de Richard Blanco en dos ocasiones. En la vuelta en Asunción, el equipo celeste sufre una grave goleada, por 4 tantos a 0 frente al elenco paraguayo, pero el estratega Eduardo Berizzo y sus pupilos, lo toman como una adquisición de experiencia.
De cara al Torneo Transición 2013, el elenco de Eduardo Berizzo suma a varios refuerzos, como Osmán Huerta, Mariano Uglessich, Braulio Leal, Gonzalo Barriga y Pablo Calandria entre otros y es en este torneo, donde disputa el último partido oficial en el Estadio El Teniente, luego de que fuera adjudicado para remodelaciones de cara a la Copa América 2015, rotando la localía entre Estadio Santa Laura, Estadio Bicentenario La Granja y Estadio Monumental.

### Tragedia de Tomé

Luto que actualmente lleva la camiseta del equipo.

El 8 de febrero de 2013, O'Higgins debía viajar al Estadio CAP para medirse con Huachipato por la 3° fecha del Torneo Transición, varias horas de viaje cerca de 430 kilómetros separan Rancagua de Talcahuano el partido se jugaba a las 22:00, finalmente el partido fue favorable para los celestes pues se impusieron 2 goles a 0 ante los Acereros con goles de Gonzalo Barriga y Rodrigo Rojas, cabe destacar que el elenco del sur era el campeón vigente del torneo nacional. Una vez finalizado el encuentro los más de 200 hinchas de O'Higgins debían regresar a su ciudad, algunos hinchas de la barra del club Trinchera Celeste tenían presupuestado viajar a Dichato para celebrar el triunfo conseguido. Eran cerca de las 1:00 AM cuando en redes sociales se comentaba que había ocurrido un accidente en la Cuesta Caracoles de Tomé, (carretera de curvas muy cerradas y peligrosas que unen las ciudades de Tomé y Penco). Después de unas horas se confirmó la noticia y claramente se trataba de los hinchas celestes que habían sufrido un accidente y que el autobús interurbano en el que viajaban cayó a un precipicio de aproximadamente 100 metros. Las primeras informaciones decían que el autobús habría sufrido un calentamiento en las balatas de los frenos que en consecuencia produjo esta tragedia. Finalmente la SIAT de Carabineros de Chile dio a conocer las causas del accidente siendo el desconocimiento de la ruta y el exceso de velocidad. De los 37 hinchas que viajaban en el autobús 16 perdieron la vida en ese lugar y 21 heridos que fueron trasladados a hospitales más cercanos. Al día siguiente familias de las víctimas y heridos viajaron desde Rancagua a los hospitales para obtener más información de lo que ocurrió. Dirigentes del club también viajaron al lugar entre ellos Pablo Hoffmann Gerente General y el actual entrenador del Athletic Bilbao español. Eduardo Berizzo, que en representación del plantel dio las condolencias a las familias afectadas. En Rancagua se realizaron 3 días de luto regional y en canchas de Chile y en otros lugares del mundo se realizaron minutos de silencio. Esta tragedia es el peor desastre que ha ocurrido en la historia del fútbol chileno y dentro de las más tristes a nivel mundial. Incluso equipos de otros países enviaron las condolencias al club e hinchas por el triste momento que pasó. El presidente de la FIFA, Joseph Blatter y el presidente de la Conmebol, Nicolás Leoz enviaron cartas al presidente de la ANFP Sergio Jadue que decían:

"Con sumo y hondo pesar te escribo estas líneas tras conocer la triste noticia del fallecimiento 16 de hinchas del club O’Higgins de Rancagua en un accidente de autobús el sábado pasado. Estoy particularmente conmovido al saber que perdieron la vida mientras seguían su pasión por el futbol tras salir de viaje para ver jugar a su equipo fuera de casa.
En nombre de la FIFA, quiero hacerte llegar nuestro más sentido pésame por esta dolorosa perdida, desear mucha fuerza a las familias de las víctimas. La comunidad del fútbol los acompaña en su dolor y desea sinceramente que estas palabras les reconforten un poco para sobrellevar esta pena”.
Joseph Blatter, presidente de la FIFA. (2013)

"Señor Sergio Jadue Jadue:

Quiero expresar mis condolencias, en nombre del fútbol sudamericano, y el mío propio, por la tragedia que enluta a la
República de Chile, a raíz, del fallecimiento de los 16 hinchas del Club O'Higgins de Rancagua, que impulsados por el amor a la camiseta celeste, segaron su vida, en un impensado accidente.

Señor Presidente Jadue, le ruego a Usted, transmita nuestro pesar y solidaridad a todas las familias que lloran hoy a sus seres queridos”.
Nicolás Leoz, presidente de la Conmebol. (2013)

Desde que ocurrió el accidente la camiseta oficial del club lleva un luto abajo del escudo con la frase "Siempre en nuestro corazón". El 29 de noviembre de 2013 se inauguró un monumento conmemorativo en el centro deportivo de O'Higgins, Monasterio Celeste con el nombre "16 estrellas nos iluminan". Al cumplirse un año del trágico accidente la ciudad de Rancagua construye un nuevo monumento conmemorativo en la Carretera el Cobre muy cercano al Estadio El Teniente. Para la nueva reconstrucción del Estadio El Teniente se decidió dejar 16 butacas de color celeste en la galería Angostura donde históricamente la barra Trinchera Celeste alienta al equipo en reconocimiento de los hinchas fallecidos.

### El primer campeonato
Para el Torneo Apertura 2013, O'Higgins se refuerza con jugadores como Fernando Gutiérrez, Francisco Pizarro y Pablo Hernández. Comienza este campeonato jugando contra Deportes Iquique, con gol que a la postre fue el goleador del equipo en el torneo Pablo Calandria. Luego derrota a Deportes Antofagasta en el Estadio Monumental por 2-1. Marcaron para los celestes Francisco Pizarro y Gonzalo Barriga. En la siguiente fecha, empata con Audax Italiano así se fue dando el torneo poco a poco, el equipo fue tomando confianza logrando victorias muy importantes como ganarle a Cobresal en El Salvador, a Cobreloa, Universidad de Concepción, Universidad Católica, Unión Española y Unión La Calera en los minutos finales, logrando una racha ganadora importante en aquel campeonato, donde sólo pierde 2 partidos contra Palestino y Colo-Colo. La última fecha del campeonato visita a Rangers de Talca, donde el equipo comienza perdiendo con gol de Mauricio Gómez, pero el equipo no se rindió y como en todo el campeonato, salió a dar vuelta el partido y lo consigue con goles de Pablo Calandria y "el patrón celeste" Julio Alberto Barroso. En el segundo tiempo, se pensó que el título se escapaba de las manos, debido a que Rodolfo González y Esteban Ciaccheri ponen la incertidumbre en el Estadio Fiscal de Talca, donde el marcador quedó 3-2 en favor de los piducanos. Eduardo Berizzo realiza cambios e ingresan Francisco Pizarro y Osmán Huerta, que el primer balón que toca, logra vencer al portero Nicolás Peric, empatando el partido a 4 goles, quedando 10 minutos para el término del partido y en el minuto 88' Pablo Calandria es derribado en área y el árbitro Patricio Polic cobra lanzamiento penal y es expulsado el arquero Peric y debido a que el elenco de Talca, había realizado las 3 modificaciones, el jugador Hugo Díaz debió ponerse al pórtico, cabe destacar que Universidad Católica, jugaba en paralelo e iba ganando a su similar de Unión La Calera en Quillota, por lo que si el equipo empataba o perdía se les escapaba el campeonato. En el minuto 90', el goleador celeste Pablo Calandria, convierte el gol desatando la locura de lo más de 4.500 rancagüinos, que repletaron el estadio dando vuelta épicamente el partido por 4-3, en ese mismo momento Universidad Católica vencía 2-0 a los caleranos. Luego de un campeonato muy reñido, peleando el título contra Universidad Católica, finalizan el torneo ambos con el mismo puntaje, debiendo realizar un partido definitorio, luego de una modificación al reglamento del campeonato, que antes de esta modificación daba como campeón a quien tuviera mayor diferencia de gol en caso de igual cantidad de punto, como fue el caso del campeonato de Transición 2013, en el que Unión Española y Universidad Católica, tuvieron igual puntaje hasta la última fecha, pero Unión Española acaba el campeonato con mayor diferencia de goles, dejando a Universidad Católica, como "segundo".

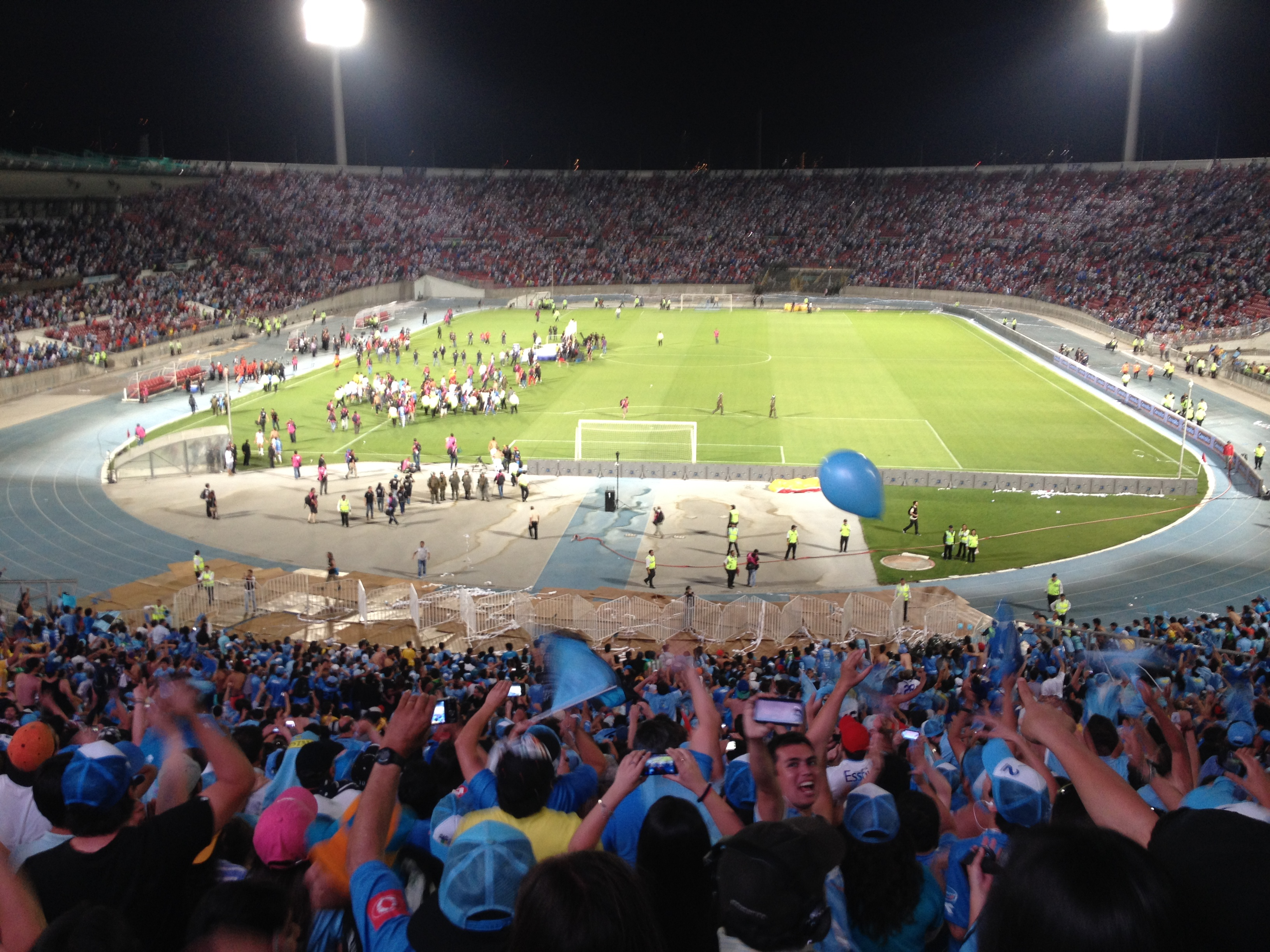
Celebración de O'Higgins tras obtener el campeonato de Apertura.

El encuentro se disputó dos días de terminado el campeonato. El 10 de diciembre del 2013 con un Estadio Nacional repleto, los celestes logran vencer a los cruzados, con gol de una de las figuras del equipo Pablo "Tucu" Hernández, que a la postre quedará en la historia del club, debido a que ese partido lo ganan por 1-0, desatando la locura de los más de 25.000 celestes en el codo sur del estadio y en todos los alrededores de Rancagua. Con caravanas en las carreteras, reciben a los jugadores en la ciudad y la Plaza Los Héroes, donde se festejó hasta largas horas de la noche. Seguramente ese día quedará en la historia del club y de miles de hinchas celestes, que jamás lo olvidarán.
El 26 de diciembre de 2013, O'Higgins se convierte en el equipo campeón que sin jugar ningún partido de local en Rancagua, (Remodelación del Estadio El Teniente), es el con mejor rendimiento en América, superando incluso a los campeones del semestre de las ligas brasileñas y argentinas, con un 76.47%.
Equipo campeón O'Higgins 2013
| Alineación 4-3-3: Arquero: - Paulo Garcés Defensores: - Alejandro López - Julio Barroso - Mariano Uglessich - Yerson Opazo Mediocampistas: - César Fuentes - Braulio Leal - Pablo Hernández Delanteros: - Luis Pedro Figueroa - Pablo Calandria - Gonzalo Barriga ENTRENADOR: - Eduardo Berizzo |  | Garcés López Barroso Opazo Uglessich Hernández Calandria Figueroa Fuentes Barriga Leal |
| Garcés López Barroso Opazo Uglessich Hernández Calandria Figueroa Fuentes Barriga Leal |  |                                                                                        |

Jugadores que tuvieron participación en el torneo: Roberto González, Braulio Leal, Bastián San Juan, Benjamín Vidal, Julio Alberto Barroso, César Fuentes, Luis Pedro Figueroa, Yerson Opazo, Pablo Calandria, Pedro Pablo Hernández, Francisco Pizarro, Paulo Garcés, Gonzalo Barriga, Claudio Meneses, Osmán Huerta, Fernando Gutiérrez, Carlos Escobar, Raúl Osorio, Mariano Uglessich, Roberto Órdenes, Alejandro López, Nicolás Vargas, Juan Fuentes, Fernando Vásquez y Felipe Ochagavía.

### Regreso a la Copa Libertadores y Supercampeón de Chile

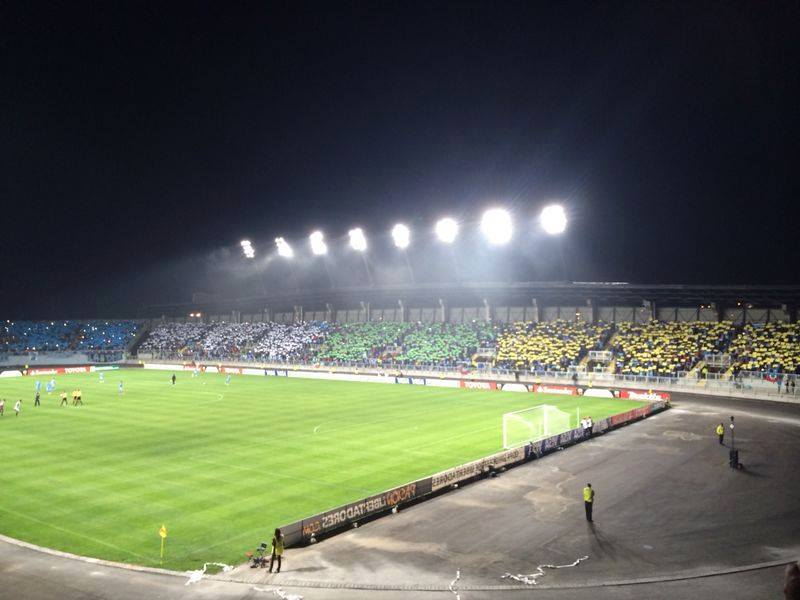
Estadio El Teniente en un partido de Copa Libertadores contra Lanús.

Luego de ganar la final del Torneo Apertura 2013 el club regresa a la Copa Libertadores después de su última participación el año 1984, en la copa participó en el grupo número 3 con Cerro Porteño de Paraguay, Deportivo Cali de Colombia y Lanús de Argentina. El primer partido se jugó contra Lanús en el Estadio Ciudad de Lanús donde finaliza el partido con un empate a 0 donde destacó la figura de Pedro Pablo Hernández debido a su gran actuación e incluso el partido debió haberlo ganado los rancagüinos. En la fecha número 2 enfrentó de local a Deportivo Cali en el Estadio Monumental de Santiago de Chile en un partido trabado y lleno de imprecisiones en una pelota detenida Yerson Opazo remata al primer palo del arquero colombiano Faryd Mondragón y la pelota ingresa al pórtico convirtiéndose en el jugador que después de 30 años vuelve anotar en Copa Libertadores finalizando el partido 1-0 en favor de los de Rancagua. La fecha 3 vuelven a recibir de local esta vez a Cerro Porteño incluso el partido era a favor de los celestes ganaban por 2 goles a 0 Alejandro López de tiro libre y Luis Pedro Figueroa, pero debido a la expulsión de Braulio Leal bajan el nivel de juego y los guaraníes empatan el partido con goles de Rodolfo Gamarra y Julio Dos Santos. En el siguiente encuentro visitan al propio Cerro Porteño en el Estadio "La Olla" donde los rancagüinos son derrotados por 2-1 de Dani Güiza y nuevamente Dos Santos, para O'Higgins descontó Pablo Calandria desde un lanzamiento penal. En la fecha 5 parte a Colombia a enfrentarse al Deportivo Cali al Estadio Olímpico Pascual Guerrero, luego de una gran actuación nuevamente el histórico Yerson Opazo dispara de aproximadamente 30 metros y marca uno de los mejores goles de la Copa Libertadores 2014, finalmente en los descuentos Néstor Camacho empata el partido después de un remate que se le cuela al meta Paulo Garcés, finalizando el partido 1-1. La última fecha de la primera fase O'Higgins vuelve a su estadio, "Estadio El Teniente" luego de su remodelación para la Copa América 2015 recibiendo a Lanús a estadio lleno, luego de un gran partido el árbitro brasileño Wilson Pereira Sampaio, cobra una mano del mediocampista Leandro Somoza, Agustín Marchesín ataja el penal a Pablo Calandria, finalizando el partido 0-0 y los celestes quedando eliminados de la copa, el arquero argentino como figura del encuentro. O'Higgins finalizó su actuación internacional con 7 puntos relegado al tercer lugar del grupo 3.

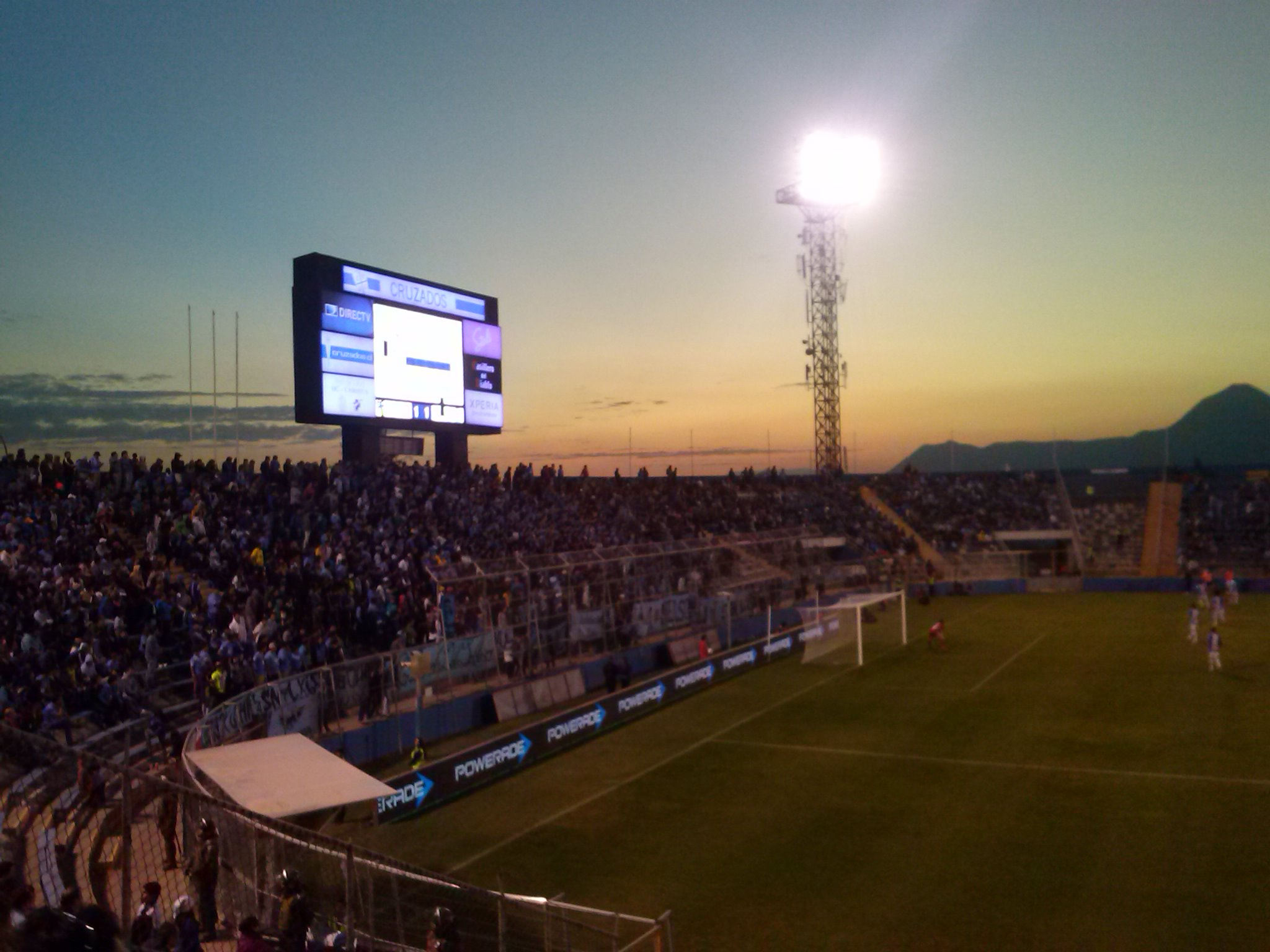
Hinchas en la final de Supercopa de Chile frente a Deportes Iquique.

El torneo de Clausura 2014 O'Higgins finaliza en la tercera posición con 30 puntos, en la tabla acumulada como segundo con 69 puntos y un rendimiento de 69,65% lo que lo llevó a jugar la Supercopa de Chile por ser el mejor campeón ubicado en la tabla general, (superó a Colo-Colo, campeón del torneo). El encuentro se disputó en el Estadio San Carlos de Apoquindo contra el campeón de la Copa Chile 2013-14 Deportes Iquique, donde los del norte comienzan ganando el partido con gol de Rodrigo Díaz a los 6 minutos de juego, O'Higgins equilibra el partido y a los 39' Luis Pedro Figueroa empata finalizando 1-1 y definiendo a lanzamientos penales. Luego de la imprecisión de ambos equipos y después de convertir el celeste Luis Pedro Figueroa era el turno del nortino Rodrigo Brito y falla el lanzamiento desatando la fiesta de los más de 6000 celestes que llegaron a la capital, y convirtiéndose en el Supercampeón del fútbol chileno.
Equipo campeón O'Higgins 2014
| Alineación 4-3-3: Arquero: - Roberto González Defensores: - Nicolás Vargas - Benjamín Vidal - Mariano Uglessich - Yerson Opazo Mediocampistas: - Albert Acevedo - César Fuentes - Braulio Leal Delanteros: - Luis Pedro Figueroa - Pablo Calandria - Gonzalo Barriga ENTRENADOR: - Eduardo Berizzo |  | González Vargas Vidal Opazo Uglessich Leal Calandria Figueroa Fuentes Barriga Acevedo |
| González Vargas Vidal Opazo Uglessich Leal Calandria Figueroa Fuentes Barriga Acevedo |  |                                                                                       |

Jugadores que tuvieron participación en el torneo: Roberto González, Braulio Leal, Albert Acevedo, Benjamín Vidal, Juan Manuel Cobo, César Fuentes, Luis Pedro Figueroa, Yerson Opazo, Pablo Calandria, Pedro Pablo Hernández, Gastón Lezcano, Paulo Garcés, Gonzalo Barriga, Nicolás Vargas, Diego Chaves, Osmán Huerta, Carlos Escobar, Raúl Osorio, Mariano Uglessich, Roberto Órdenes, Bastián San Juan, Juan Fuentes, Fernando Vásquez y Felipe Ochagavía.

### Actualidad
Luego del ser supercampeón de chile, Eduardo Berizzo deja la institución y parte al Celta de Vigo de España finalizando así las temporadas más exitosas en la historia del club. Para el Apertura 2014 el nuevo técnico celeste es Facundo Sava, llegan jugadores como Luis Valenzuela luego de su paso por Deportes Antofagasta, Hans Martínez que venía sin regularidad de Almería, el uruguayo Octavio Rivero, quién venía a reemplazar al goleador Pablo Calandria que no fue inscrito en el torneo por una lesión de meniscos, y los trasandinos Jorge Carranza, Damián Lizio y Fernando Elizari en aquel campeonato comienza con un triunfo por 2-1 a Unión La Calera, luego en la fecha siguiente pierde contra la Universidad de Chile en Rancagua. De ahí en más el club cae en una irregularidad dentro del torneo, solo se destaca la derrota a Colo-Colo en el Estadio Monumental por 3-2 con gran participación de Octavio Rivero que convirtió 2 tantos, que al final del torneo es el goleador del equipo con 10 goles. Debido a su gran torneo es comprado por el Vancouver Whitecaps en 3 millones de dólares. Al finalizar el campeonato la celeste finaliza en la octava posición, con esto es destituido Facundo Sava del equipo.
En el Torneo Clausura 2015 luego del despido de Facundo Sava, Pablo Sánchez toma el equipo, se incorporan a la plantilla Hugo Droguett que venía de Corea del Sur y Sebastián Pinto, quién retornaba a la institución después de su paso el año 2011. En el campeonato se finaliza en la novena posición, clasificando por descarte a la Liguilla Pre-Sudamericana 2015 debido a que clubes como Universidad de Concepción, Universidad de Chile, Huachipato ya estaban clasificados al torneo internacional. En la liguilla O'Higgins se enfrenta a la Universidad Católica, en el partido de ida de la primera ronda se enfrentan en el Estadio El Teniente, igualando a 2 goles, que fueron convertidos por Pablo Calandria, para los cruzados David Llanos y José Luis Muñoz. En la vuelta Universidad Católica gana 3-1, el descuento fue de Sebastián Pinto. Nuevamente Pablo Calandria es el goleador del equipo con 8 goles.
La segunda parte del año en el Torneo Apertura 2015, se refuerza el equipo con; Esteban González procedente de Huachipato y un histórico como Yerson Opazo parte a la institución de la usina, Pedro Muñoz de la Universidad de Concepción, Emilio Zelaya de Arsenal de Sarandí y los retornos de Gonzalo Barriga que venía de un préstamo en Santiago Wanderers, y Ramón Fernández, Hans Martínez fue finiquitado del club, Sebastián Pinto va al Eskişehirspor, César Fuentes es comprado por la Universidad Católica y Alejandro López parte a Cobresal. En el torneo el club no logra regularidad, perdiendo más partidos en condición de visitante, finalizando invicto en el Estadio El Teniente, sin embargo el elenco de Pablo Sánchez no logra pelear el torneo ni clasificar a la postemporada por un cupo a un torneo internacional, finalizando en la séptima posición con un rendimiento del 51%, finalizando así la era de Vitamina en O'Higgins. Pablo Calandria es el goleador del equipo con 9 goles y llega a 51 goles en el club y ubicándose dentro de los goleadores históricos.
En el año 2016 el club nuevamente realiza una campaña peleando el título hasta la última fecha, tras asumir el cargo de director técnico el interino Cristián Arán, perdiendo la chance de salir campeón tras una derrota en la última fecha del campeonato Clausura 2016 frente a la Universidad de Concepción por 1-2 de local en el Estadio El Teniente, dejándole el título a Universidad Católica, que gana su partido frente a Deportes Iquique.
Tras la salida de Arán en el año 2017, el club no logra realizar una buena campaña de la mano de Gabriel Milito, quedando en la 14.º posición en el Torneo de Transición. A pesar de eso, el club solo quedó en la 5.º posición anual de la tabla de descenso, debido a su campaña anterior. Luego de la renuncia de Milito, Larriera toma el equipo logrando paupérrimos resultados, lo que le cuesta el cargo a mitad de temporada. El equipo toma un envión en la recta final de la mano de Marco Antonio Figueroa, terminando octavo, pero fuera de competencias internacionales, marcando además el retiro del goleador celeste Pablo Calandria.
En 2019 realiza nuevamente una campaña regular, terminando el año en el octavo lugar, resultando Maximiliano Salas como su máximo goleador con 6 anotaciones. El año 2020 marcado por la pandemia del COVID-19, obligó a detener por un tiempo el Campeonato Nacional. Tras la reanudación del torneo, el equipo peleó el descenso hasta la llegada de Dalcio Giovagnoli, con quien el equipo logró zafar llegando hasta la 10.º posición, ganando su partido en la última jornada contra Colo-Colo en el último minuto con gol de penal de Tomás Alarcón, lo que le costó al equipo albo disputar la liguilla de promoción por el descenso. Las temporadas siguientes han estado marcadas por la irregularidad del equipo y también por la no clasificación a torneos internacionales, marcando en 2021 la salida de Giovagnoli y el ingreso fugaz de Miguel Ramírez durante el segundo semestre. En 2022 fue dirigido únicamente por el estratega argentino Mariano Soso, y a pesar de que vuelve a enmendar una campaña aceptable, no consigue la clasificación a la Copa Sudamericana, lo que le termina costando su puesto de estratega de la tienda celeste.

## Rivalidades
O'Higgins de Rancagua es uno de los pocos clubes de fútbol chileno que no tiene un "clásico" rival definido. Antes de su fundación, los tres clubes amateur que representaban a la ciudad animaban importantes partidos en la Segunda División, hasta que finalmente los tres clubes se fusionaron para formar al actual O'Higgins.

### Clásico Huaso: O'Higgins vs. Rangers
El clásico "Huaso" del fútbol chileno corresponde al que disputa O`Higgins contra Rangers de Talca. Este apelativo fue otorgado por la prensa deportiva en los años '50 y '60, debido a que considera a las dos instituciones representantes de provincias campesinas por excelencia, que además eran por esos años, las primeras y únicas escuadras sureñas que competían en la división de honor del fútbol chileno, hasta la llegada de Huachipato en 1967. Fue una de las primeras rivalidades del fútbol nacional de carácter provincial y fuera de los ejes competitivos como han sido Santiago, Valparaíso o Concepción.
La primera vez que chocaron fue en Talca por la Primera División 1955, con empate a un gol. Cabe señalar que en los últimos años el título de "clásico" ha perdido importancia por parte de las parcialidades, ya que nunca ha habido un sentimiento tal de clásico, convirtiéndose en un mero "título honorífico". Además el surgimiento de Curicó Unido, provocó un nuevo archirrival para Rangers, y así nació el Clásico del Maule.
Actualmente, el verdadero "Clásico Huaso" es el partido entre Colchagua y Deportes Santa Cruz, clubes de la Provincia de Colchagua, que constantemente han disputado duelos por Segunda o Tercera División.

### Clásico del Cobre: Cobreloa vs O¨Higgins
El "Clásico del Cobre de Codelco" es el partido que enfrenta a O'Higgins y a Cobreloa de la ciudad de Calama. Este "clásico" fue denominado por la prensa deportiva a fines de la década de los años 70, con la llegada al fútbol profesional del recién creado equipo naranja, debido a que ambos cuadros eran respaldados económicamente por la empresa cuprífera estatal de Codelco, lo que se traducía en los buenos resultados institucionales y deportivos que tenían los equipos "mineros", tanto en el campeonato nacional como en sus participaciones internacionales.
El primer partido disputado entre ambos equipos fue en el Torneo de Primera División 1978, jugado en Rancagua con un triunfo de 2-1 a favor del equipo local. En aquel torneo ambos disputaron el título palmo a palmo, siendo Cobreloa el subcampeón y O'Higgins el tercero en la tabla final.
Al igual que con Rangers, este partido nunca ha tenido notoria importancia dentro de las hinchadas. Además, con el tiempo nació otra rivalidad minera, el llamado "Clásico del Cobre" que disputan Cobreloa y Cobresal, del campamento minero El Salvador.

## Administración

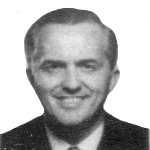
Patricio Mekis, presidente del club entre 1958 y 1965.

O'Higgins ha tenido 17 presidentes a lo largo de su historia. El primer presidente de la institución “celeste” fue Francisco Rajcevich quien ostentó su cargo entre enero de 1955 y diciembre del mismo año, mientras que Patricio Mekis fue el presidente de mayor duración en el cargo dentro de la institución (entre enero de 1958 y enero de 1965) y actualmente es presidente honorario del club.
Antiguamente en la corporación los presidentes lo elegían los mismos 12 dirigentes-directores que asumen al momento de repartirse los cargos. A su vez, el presidente elegido, debía ser aceptado por una mayoría de los socios. Dicho presidente quedaba, en principio, destinado a ese puesto por los dos años que va a estar en la dirigencia, pero al cabo de un año —cuando se renueva la mitad de directorio— los 8 dirigentes que continúan, más los 8 nuevos o reelegidos, deciden si el actual presidente continúa en su cargo o se elige otro. Como controversia O'Higgins el año 2005 tuvo 3 presidentes diferentes debido a los problemas internos y a los problemas económicos que enfrentaba el club.

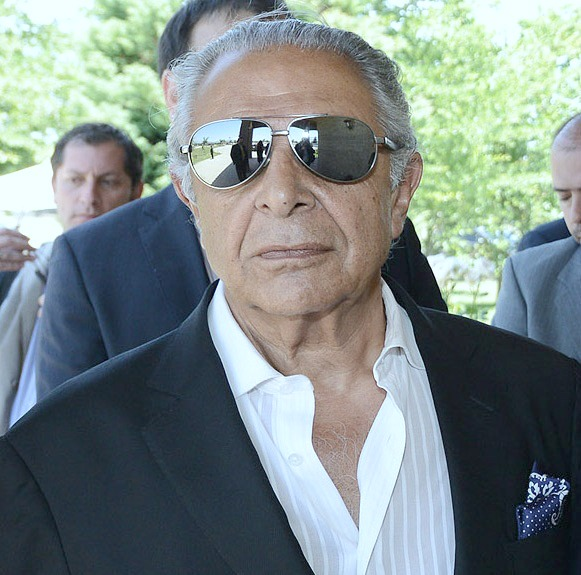
Ricardo Abumohor, propietario del club.

El actual presidente de O'Higgins es Pablo Hoffmann Yáñez.

### Presidentes
- 1955-1956: Francisco Rajcevich
- 1957-1958: Dionisio Valenzuela
- 1958-1965: Patricio Mekis
- 1966-1972: Alberto Musse
- 1973-1975: Carlos Latife
- 1976-1982: Alfonso Orueta
- 1983-1988: Héctor Cortez
- 1989-1990: Óscar Albornoz
- 1991-1992: Juan Romero
- 1992-1993: Rodolfo Cueto
- 1994-1996: Álex Acosta
- 1997: José Donoso
- 1997-2000: Omar Pozo
- 2001-2004: Francisco Arce
- 2005: Waldo Quiroz
- 2005: Daniel Sánchez
- 2005: Juan Carlos Latife

O'Higgins S.A.D.P.
- 2006-2021: Ricardo Abumohor
- 2021-Act.: Pablo Hoffmann Yáñez

### Directorio y administración (O'Higgins F.C.)
Al 2 de julio de 2021, el directorio y la administración de O'Higgins FC están compuestos por:
| Directorio - Presidente: Pablo Hoffmann Yáñez - Vicepresidente: Juan Carlos Latife Hanna - Vicepresidente Ejecutivo: Cristián Abumohor Aresti - Directores: Rodrigo Abumohor Carniglia, Martín Abumohor Carniglia, Juan Carvajal Abumohor. | Administración - Gerente general: Ricardo Boudon Hyslop - Gerente comercial: Juan Cristóbal Ibieta - Gerente de finanzas: Rodrigo Martínez Germany - Jefe técnico de fútbol joven: Fernando Vergara - Encargado de comunicaciones: Paul Van Treek |

## Símbolos

### Escudo y bandera

Escudo de Rancagua en su interior se encuentra el Fénix, ave utilizada en la insignia del club.

El símbolo del club consta de un escusón en el cual en su parte superior va la palabra «O'Higgins» en un recuadro celeste. Abajo, en una estructura pentagonal se distribuyen tres franjas verticales, una blanca, otra verde y otra amarilla. Las dos últimas recuerdan los colores de los antiguos clubes O'Higgins Braden y América respectivamente. Encima de todo, lleva la silueta de un águila negra, que simboliza un ave fénix, símbolo de la ciudad de Rancagua.

«El fénix de O'Higgins simboliza la sabiduría y el escudo de la ciudad, renaciendo de sus cenizas y sosteniendo en su garra derecha el Árbol de la Libertad».

### Evolución
Antiguamente, desde su fundación, el escudo contiene la misma estructura de la actual, no obstante dentro del blasón contenía tres campos donde el medio era más grande y de color celeste, mientras que las extremas eran negras con una rama de laurel dorada cada una. A esto se suma una réplica de la estatua del monumento a Bernardo O'Higgins ubicada en plena Plaza de los Héroes en Rancagua siendo ésta puesta sobre el blasón antes mencionado. Durante un tiempo, además, el escudo estuvo enmarcado por el símbolo del cobre , por el apoyo dado por CODELCO permaneciendo en el club hasta 1993.
Cuando la Sociedad Anónima se hizo cargo del club a fines del 2005 se pensó en cambiar el escudo que tiene historia nivel nacional e internacional con el fénix y los colores representativos blanco, amarillo y verde, había pensado en una que era muy parecida pero tenían 3 torres y diamantes negros en su interior, finalmente reuniendo firmas y por las protestas de los hinchas y ciudadanos de Rancagua no se modificó.

Escusón estructura pentagonal en su interior 3 franjas verticales con los colores blanco, verde y amarillo que representan a los clubes fundadores del club»

Actualmente el escudo es el mismo que ha permanecido durante la mayor parte de su historia solo se le agregó una estrella encima del fénix por el primer título conseguido en la Primera División de Chile. Se encuentra inscrita en conformidad a la Ley de Propiedad Industrial en el Registro de Marcas, desde 1955.

### Himno
El himno del Club Deportivo O'Higgins fue creado a fines del año 1955, era tal la identidad que el club generó en la ciudad de Rancagua, que el directorio de la época estimó necesario completar estos símbolos con la composición de un himno institucional. Las gestiones dieron con la banda y coro del Regimiento Membrillar, una agrupación acostumbrada a realizar presentaciones en la ciudad y otras comunas de la provincia, en ese momento se habría creado una canción que es parte de la melodía alusiva al cuadro celeste. El autor fue un joven rancagüino de nombre Miguel Ángel León Morales, quien además de ser hincha del equipo dejó su huella al escribir las letras.
El directorio que en ese momento estaba compuesto por Francisco Rajcevich y Patricio Mekis, fueron quienes llaman a Miguel León, este llegó con la banda a la calle Brasil de la ciudad, luego de largas jornadas y de la aprobación del directorio, a la fecha es el actual himno del club.
Dentro de sus letras se creó el mítico O'Hi-O'Hi, Ra-Ra!, grito de guerra que desde ese entonces se escucha por sus hinchas en las graderías de todos los estadios de Chile y en competencias internacionales donde participa el equipo.

## Uniforme
Su color principal es el celeste, usado en su camiseta. En un principio, esta iba a ser de color rojo, más pantalón azul y medias blancas, pero la Asociación Central de Fútbol (ACF) lo prohibió porque se asemejaba a la camiseta de la selección nacional de Chile. Finalmente, se eligió el celeste, inspirado en la selección uruguaya que en 1950 protagonizó el Maracanazo. Los pantalones serían negros y medias celestes. El primer directorio solicitó la confección de dos juegos de uniformes a la Casa Alonso Hermanos de Santiago, las cuales debían entregarse el día 16 de abril, previo al primer encuentro amistoso ante Green Cross en Santiago.
Con respecto al uniforme alternativo, fue de color predominantemente blanco, el cual sufrió muy pocas variaciones entre las que cabe resaltar el uso de mangas o pantalones celestes. Como colores secundarios, usados en los uniformes de recambio, el club ha adoptado el verde y el amarillo, procedentes de los clubes fundadores O'Higgins Braden y América, respectivamente, y los que junto al celeste forman parte del escudo del club. Desde el año 2011 se ha implementado el color blanco en honor a los Hermanos Maristas del Instituto O'Higgins de Rancagua y su club de fútbol.
| Primer | Ver evolución | Actual |

## Instalaciones

### Estadio
El Estadio El Teniente, antes llamado Estadio Braden Copper Co., es un estadio chileno ubicado en la ciudad de Rancagua, y fue inaugurado en el año 1945. El estadio El Teniente es uno de los principales recintos deportivos de la Región de O'Higgins, y se destaca por haber sido una de las cuatro sedes del Copa Mundial de Fútbol de 1962. En él se disputan los partidos en que el Club Deportivo O'Higgins juega como local, además de diversas actividades culturales. Es propiedad de Codelco División El Teniente.
En 1960, después del terremoto de 9,5 de Valdivia, que destruyó las instalaciones originales de la Copa Mundial de fútbol de 1962, la delegación chilena adjudicó a Rancagua como sede, después de la negativa de Valparaíso y Antofagasta. El primer partido internacional fue entre Argentina y Bulgaria, en donde con un gol de Héctor Facundo, los sudamericanos derrotaron a los europeos el 30 de mayo, siendo el estadio local de todos los partidos relacionados con el Grupo D, y uno de cuartos de final partido entre Alemania Occidental y Yugoslavia.
El 21 de mayo de 2008, la entonces presidenta Michelle Bachelet anunció el programa "Red de Estadios para el Bicentenario", dentro del cual se construyeron nuevos estadios y se planificó la remodelación de otros, entre los cuales estaba el Estadio El Teniente. Sin embargo, la remodelación de El Teniente no fue ejecutada durante el mandato de Bachelet, pese a que estaba proyectada para 2010, lo cual fue nuevamente postergado con razón del terremoto de 2010.
El 2 de septiembre de 2012 el presidente Sebastián Piñera anunció en Rancagua el proyecto definitivo de remodelación del Estadio, el cual tendrá una capacidad de 15 mil espectadores. Las obras comenzaron el 19 de febrero de 2013, y se proyectó la entrega para inicios de 2014.
Paralelamente a ello, la Asociación Nacional de Fútbol Profesional (ANFP) anunció en diciembre de 2012 que El Teniente había sido seleccionado como sede de la Copa América 2015, junto con Santiago, Antofagasta, La Serena, Valparaíso, Viña del Mar, Concepción y Temuco. La sede fue disputada con la ciudad de Talca, sin embargo la mayor cercanía de Rancagua con la capital chilena favoreció para la obtención del cupo.

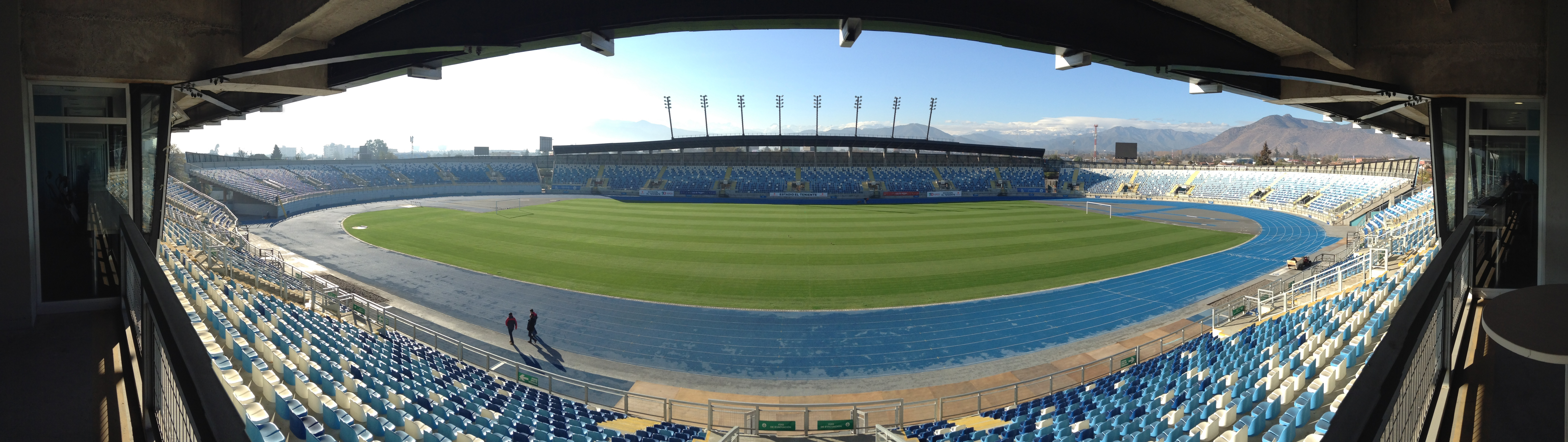
Panorámica del estadio.

### Otras instalaciones

#### Complejos Deportivos
O'Higgins en su tiempo creó un Complejo deportivo en el sector poniente de Rancagua llamado "Complejo Deportivo Baquedano" era de primer nivel y era uno de los mejores de esa época tenía canchas de entrenamiento, camarines y casa del jugador pero debido a problemas dentro de la corporación Álex Acosta decidió vender este complejo deportivo. Entonces, a mediados de 1995, La Gamboína, o el llamado Complejo "O'Higgins 2000", fue presentado como un negocio redondo, pues permitía un cambio muy conveniente al salir del centro de la ciudad para instalarse en un espacio de enormes proyecciones como lo era este. Incluso una de las etapas contemplaba un espacio para la concentración del plantel, tal como lo era Baquedano. Hasta que llega la SADP a fines del 2005 e inmediatamente comienza la intervención en el campo deportivo.
El grupo Abumohor no sólo entregó al complejo en condiciones, sino que además lo proyectó para una etapa posterior de desarrollo.
No obstante, La Gamboína mantuvo y quizás exacerbó su aislamiento de la ciudad. Fue una dificultad por ejemplo para decenas de familias que no incorporaron a sus hijos en la escuela de fútbol del club por esta distancia.

### Monasterio Celeste
El Centro Deportivo Monasterio Celeste es un complejo deportivo del Club Deportivo O'Higgins, ubicado en la comuna de Requínoa, en la Provincia de Cachapoal, a sólo 24 kilómetros de Rancagua. Fue inaugurado a fines de marzo de 2014.
Tiene una superficie de 16.000 m², y acoge los entrenamientos del primer equipo y de los equipos inferiores del club. Durante los fines de semana, los equipos del fútbol base disputan sus partidos en el recinto, así como la actividad de otros deportes formativos. En sus 16.839 metros cuadrados alberga, en una primera fase, 7 campos de fútbol, uno de futbolito, un centro recreativo, canchas de pasto artificial, y canchas de tenis, además de 2.000 metros cuadrados de servicios, con zona de gimnasio, piscina, vestuarios, salas de reuniones, zona de fisioterapia, despacho médico, además existe el sector del fútbol joven donde las canchas tendrán graderías para ver los encuentros.[cita requerida]
Fue adquirido por O'Higgins en 2006 por USD 6 millones, bajo la presidencia de Ricardo Abumohor. El 3 de febrero de 2013 se inauguró con los "tijerales". Aunque la finalización de las obras estaba prevista inicialmente para 2013, distintos problemas —relativas a la financiación y a la poca urbanización del lugar—[cita requerida] retrasaron los avances del recinto, que se finalizó a finales de marzo de 2014.
Cuenta con un gran terreno con más de 5 canchas, gimnasio, sala de prensa y casa del jugador todo lo que tiene un centro deportivo de gran nivel, se dice que será uno de los centros deportivo más grandes y tecnológicos basándose en los estándares internacionales y en antecedentes de complejos deportivos de clubes europeos como Real Madrid, Manchester City F.C., Chelsea F. C., Liverpool F. C., F. C. Bayern Múnich, Ajax, PSV Eindhoven, Everton F. C., como también de clubes sudamericanos como São Paulo, Boca Juniors y River Plate y Vélez Sarsfield.

### Sede Institucional
La sede institucional del club actualmente se encuentra en el complejo deportivo Monasterio Celeste.
Antiguamente estaba ubicada en la calle Cuevas, donde hoy se encuentra la Tienda Oficial del club, en el cual se encuentran diversos artículos de venta en relación con el Club Deportivo O'Higgins y también el pago de las cuotas de socios y la venta de entradas para los partidos del equipo.

## Afición

### Barras organizadas
La hinchada de O'Higgins nace en la década de 1990 fue así como surgió la extinta y ya mítica Fortaleza Celeste, que en su afán de hacer respetar su condición de local cayó en verdaderos exabruptos, protagonizando serios incidentes en algunos reductos del país. En varios estadios sufrió una visita no grata. Desde ahí hasta acá hechos aislados y divisiones internas han marcado la historia de las fanaticadas rancagüinas. A los aficionados del club se les denomina «Rancagüinos», «celestes» y provienen principalmente de Rancagua y comunas aledañas como Graneros, Rengo, Requínoa, San Fernando o Machalí. Cabe mencionar que el club tuvo una mascota oficial llamada «Celestín» creada en 1978 por el artista nacional Guillermo Valdivia Carrasco, su vestimenta se confeccionó en la Cárcel de Rancagua con una estructura de mimbre de la comuna de Chimbarongo, este muñeco fue muy conocido debido a que se fotografiaba con los planteles oficiales del club.
Desde el año 2002 la hinchada de O'Higgins, denominada Trinchera Celeste, que se ubica en el sector norte del Estadio El Teniente poco a poco adquirió notoriedad en las canchas del país debido a los incidentes violentos producidos al exterior de los estadios en los partidos que participa su equipo, principalmente con barras de provincia como Los del Cerro y Los Panzers ambos de la Región de Valparaíso, pero también con las hinchadas santiaguinas como lo son la Garra Blanca de Colo-Colo, Los de Abajo de la Universidad de Chile y Los Cruzados de Universidad Católica, sin dejar de lado los problemas que tuvo con la barra brava Los Celestes también adeptos del club que se ubicaban en el sector sur del Estadio El Teniente, por encuentros personales, principalmente, por diferencias de opiniones provocaron enfrentamientos en más de una oportunidad, dicho esto los constantes enfrentamientos con la policía uniformada y los destrozos que se produjeron entre las barras nacionales fueron los principales motivos para la promulgación de la Ley N.º 19 327 o de violencia en los recintos deportivos. Dicha ley exhorta a las barras a empadronarse, es decir, registrar a sus miembros en caso de que alguno de ellos provoque algún altercado dentro del estadio, a cambio de algunos beneficios como la obtención de entradas más baratas. La ley ha sido duramente criticada debido a la inexistencia de un modelo integral para combatir la violencia en todos los espectáculos deportivos.

### Encuestas
Diversas encuestas de opinión pública ubican a O'Higgins dentro de los cinco clubes de fútbol con más simpatizantes en Chile, un estudio realizado por el diario La Tercera, a 1.083 personas entre 15 y 70 años, lo ubicó como el cuarto club más popular del fútbol chileno con el 2% de preferencias. Desde su fundación en el año 1955 O'Higgins fue uno de los clubes con más socios a nivel nacional con la cifra superior a los 15.000 hasta el año 1996. De acuerdo a datos del programa Estadio Seguro del Ministerio del Interior, durante el Torneo de Apertura 2012 el Club Deportivo O'Higgins llevó 72.051 espectadores, convirtiéndose en el 3° equipo que más espectadores llevó al estadio. El 31 de diciembre de 2014 se hace una encuesta de los equipos chilenos con mayor adherencia en redes sociales en la cual O'Higgins se ubica en la cuarta posición a nivel nacional. En abril de 2020 se realiza la estadística total de espectadores en el fútbol chileno de la última década en la cual O'Higgins se adjudica la cuarta posición con (836.811 en 162 partidos) detrás de los  tres grandes de Santiago, siendo el primer equipo de provincia superando a Santiago Wanderers y Everton de Viña del Mar.

## eSports
En 2020 en plena pandemia del Coronavirus el Canal del Fútbol y ANFP decidieron crear el Torneo Entel eSports Chile 2020, donde se reunieron 16 de los 18 equipos del Torneo Nacional representados por dos jugadores del plantel. En el caso de O´higgins (Matías Fracchia y Roberto Cereceda), donde "El Capo de Provincia" obtuvo el tercer lugar tras ganar por 4-3 a Cobresal.
En 2021 O'Higgins se coronó campeón de la LEF DirecTV GO tras derrotar a Huachipato en 2 encuentros por 5-2 y 4-2.

## Datos del club
- Temporadas en 1.ª: 61 (1955-1963, 1965-1975, 1977-1985, 1988-1996, 1999-2001, 2006- )
- Temporadas en 1.ªB: 10 (1964, 1976, 1986-1987, 1997-1998, 2002-2005)
- Mejor puesto en Primera División: 1°
  - En Torneos Anuales:
    - 2.º lugar (2013-14).
    - Playoffs: Final (A-2012).
- Peor clasificación en Primera División: 20.º (1985).
- Mejor participación Internacional: Semifinalista (Copa Libertadores 1980).
- Mayor goleada conseguida:
  - En Primera División: 7-1 a Fernández Vial en 1990.
  - En Primera B: 7-3 a Lota Schwager en 2004.
  - En Copa Chile: 7-0 a San Antonio Unido en 2012.
  - En torneos internacionales: 6-0 a Deportivo Galicia en 1979.
- Mayor goleada recibida:
  - En Primera División: 1-8 de Cobreloa en 1994 y de Universidad de Chile en 2016.
  - En Copa Chile: 0-10 de Cobreloa en 1979.
  - En torneos internacionales: 1-5 de Bolívar en 1984.
- Participaciones en liguillas y definiciones (22) :
- Pre-Liguilla Libertadores: 3 (1991; 1992; 1993).
- Liguilla Pre-Libertadores: 8 (1978; 1979; 1980;1990; 1991; 1992; 1993; 1994).
- Liguilla Pre-Sudamericana: 3 (2003, 2015, 2016).
- Torneos de Play Offs: 8 (A-2006, C-2006, C-2007, A-2008, C-2008, A-2009, A-2011, A-2012).
- Primer partido disputado en torneos nacionales:
  - Unión Española 2 - 0 O'Higgins 1955.
- Primer triunfo en torneos nacionales:
  - O'Higgins 3 - 2 Ferrobádminton 1955.
- Primer triunfo de visita en torneos nacionales:
  - Santiago Wanderers 1 - 2 O'Higgins - 1955.
- Primer partido en torneos internacionales:
  - O'Higgins 1 - 1 Palestino - 1979.
- Puesto histórico Primera División de Chile: 8°[119]
- Puesto histórico Copa Libertadores de América: 101.º (Internacional), 5.º (Nacional)[120]
- Máximo de partidos ganados en 1 temporada de liga: 18 (1979).
- Máximo de partidos ganados en torneos cortos: 13 en el Torneo Apertura 2013.
- Mayor número de goles marcados en una temporada: 61 (1983).
- Mayor número de goles marcados en torneos cortos: 51 (Clausura 2006).
- Mayor cantidad de partidos invicto: 17 (1989).
- Máximo goleador: Juvenal Vargas (119 goles).
- Máximo goleador en partidos: Aníbal González quien le anotó seis tantos a Fernández Vial en 1990.[121]
- Portero menos goleado: Héctor Barra con 610 minutos sin recibir goles en 2006.[122]
- Jugadores dentro de Mejor goleador mundial de Primera División según la IFFHS: Mario Núñez en 1999, con 34 goles.
- Participaciones Internacionales (8) :
  - Copa Libertadores de América: (4) 1979, 1980, 1984, 2014
  - Copa Sudamericana: (3) 2012, 2016, 2017
  - Copa Conmebol: (1) 1992

### Rankings
Actualizado al 19 de agosto de 2022.
- Ranking del Club de Sudamérica de la 1.ª Década del Siglo XXI (2001-2010): 123°.[124]
- Ranking de CONMEBOL Copa Libertadores de América : 117°.[125]

## Organigrama

### Plantilla 2025
| Jugadores |             |      | Equipo técnico |         |                           |                           |
| \| N.º \| Nac. \| Pos. \| Nombre \| Edad \| Últ. equipo \| Eq. formativo \| \| \| \| \| \| Porteros \| Porteros \| Porteros \| Porteros \| Porteros \| Porteros \| Porteros \| Porteros \| Porteros \| Porteros \| Porteros \| \| -------------- \| ----------- \| -------- \| ---------------------- \| -------- \| ------------------------- \| ------------------------- \| -------- \| -------- \| -------- \| -------- \| \| 1 \| Chile ! \| POR \| Jorge Deschamps \| 41 años \| Magallanes \| Huachipato \| \| \| \| \| \| 13 \| CHI ! \| POR \| Martín Quezada \| 27 años \| Deportes Valdivia \| Inferiores \| \| \| \| \| \| 25 \| Chile ! \| POR \| Fabricio Vera \| 19 años \| Inferiores \| Inferiores \| \| \| \| \| \| 31 \| Chile ! \| POR \| Omar Carabalí \| 28 años \| Audax Italiano \| Colo-Colo \| \| \| \| \| \| Defensas \| \| \| \| \| \| \| \| \| \| \| \| 2 \| Chile ! \| DEF \| Cristian Morales \| 18 años \| Inferiores \| Inferiores \| \| \| \| \| \| 3 \| Chile ! \| DEF \| Felipe Faúndez \| 19 años \| Inferiores \| Inferiores \| \| \| \| \| \| 6 \| Chile ! \| DEF \| Luis Pavez \| 29 años \| Unión Española \| Colo-Colo \| \| \| \| \| \| 14 \| ARG ! \| DEF \| Juan Ignacio Díaz \| 27 años \| Barracas Central \| Estudiantes de La Plata \| \| \| \| \| \| 17 \| Chile ! \| DEF \| Moisés González Torres \| 24 años \| Inferiores \| Inferiores \| \| \| \| \| \| 21 \| Chile ! \| DEF \| Nicolás Garrido \| 22 años \| Universidad de Concepción \| Colo-Colo \| \| \| \| \| \| 22 \| Argentina ! \| DEF \| Alan Robledo \| 27 años \| Alvarado \| Chacarita Juniors \| \| \| \| \| \| 27 \| Chile ! \| DEF \| José Movillo \| 18 años \| Inferiores \| Inferiores \| \| \| \| \| \| 29 \| Chile ! \| DEF \| Benjamín Molina \| 19 años \| Inferiores \| Inferiores \| \| \| \| \| \| Mediocampistas \| \| \| \| \| \| \| \| \| \| \| \| 5 \| Chile ! \| MED \| Gabriel Pinto \| 20 años \| Deportes Limache \| Inferiores \| \| \| \| \| \| 7 \| Argentina ! \| MED \| Martín Sarrafiore \| 27 años \| Independiente \| Huracán \| \| \| \| \| \| 10 \| Chile ! \| MED \| Bryan Rabello \| 31 años \| Novorizontino \| Colo-Colo \| \| \| \| \| \| 11 \| Chile ! \| MED \| Juan Leiva \| 31 años \| Cobreloa \| Deportes Concepción \| \| \| \| \| \| 12 \| Chile ! \| MED \| Claudio Pavez \| 20 años \| Inferiores \| Inferiores \| \| \| \| \| \| 20 \| Chile ! \| MED \| Felipe Ogaz \| 22 años \| Fluminense \| Inferiores \| \| \| \| \| \| 32 \| Argentina ! \| MED \| Matías Lugo \| 24 años \| Estudiantes de Caseros \| Argentinos Juniors \| \| \| \| \| \| Delanteros \| \| \| \| \| \| \| \| \| \| \| \| 8 \| Chile ! \| DEL \| Joaquín Montecinos \| 29 años \| Tijuana \| Unión Temuco \| \| \| \| \| \| 9 \| PAR ! \| DEL \| Arnaldo Castillo \| 28 años \| Universidad de Concepción \| Universidad de Concepción \| \| \| \| \| \| 23 \| Argentina ! \| DEL \| Maximiliano Romero \| 25 años \| Argentinos Juniors \| Vélez Sarsfield \| \| \| \| \| \| 24 \| Argentina ! \| DEL \| Francisco González \| 24 años \| Defensa y Justicia \| Newell's Old Boys \| \| \| \| \| \| 26 \| Chile ! \| DEL \| Rodrigo Godoy \| 19 años \| Inferiores \| Inferiores \| \| \| \| \| \| 28 \| Chile ! \| DEL \| Esteban Calderón \| 21 años \| Inferiores \| Inferiores \| \| \| \| \| \| 30 \| Chile ! \| DEL \| Joaquín Tapia \| 20 años \| Inferiores \| Inferiores \| \| \| \| \| \| 38 \| Chile ! \| DEL \| Martín Espinoza \| 20 años \| Inferiores \| Inferiores \| \| \| \| \| \| 40 \| Chile ! \| DEL \| Joaquín Muñoz \| 16 años \| Inferiores \| Inferiores \| \| \| \| \| |             |      | Entrenador(es) Francisco Meneghini Ayudante(s) de campo Federico Martorell · Emmanuel Francés Preparador(es) físico(s) Gonzalo Fellay · Ricardo Madariaga Entrenador(es) de arquero(s) Federico Elduayen Médico(s) Dr. Felipe Rojas · Daniel Ahumada Paramédico(s) José Luis Pérez Utilero(s) Andrés Rojas · Óscar Rojas Nutricionista(s) Isabel Morales Kinesiólogo(s) Cristofer Fuenzalida · Daniel Donoso Encargado(s) de la seguridad Mario Muñoz Analista de videos Lautaro Correa Coordinador(es) de fútbol Joshua Caro · Leyenda - Pos. : Posición - Nac. : Nacionalidad deportiva - Capitán - Lesionado - POR / ARQ : Guardameta - DEF : Defensa - MED / VOL : Centrocampista - DEL : Delantero Plantilla en la web oficial |         |                           |                           |
| N.º | Nac.        | Pos. | Nombre | Edad    | Últ. equipo               | Eq. formativo             |
| Porteros |             |      | |         |                           |                           |
| 1 | Chile !     | POR  | Jorge Deschamps | 41 años | Magallanes                | Huachipato                |
| 13 | CHI !       | POR  | Martín Quezada | 27 años | Deportes Valdivia         | Inferiores                |
| 25 | Chile !     | POR  | Fabricio Vera | 19 años | Inferiores                | Inferiores                |
| 31 | Chile !     | POR  | Omar Carabalí | 28 años | Audax Italiano            | Colo-Colo                 |
| Defensas |             |      | |         |                           |                           |
| 2 | Chile !     | DEF  | Cristian Morales | 18 años | Inferiores                | Inferiores                |
| 3 | Chile !     | DEF  | Felipe Faúndez | 19 años | Inferiores                | Inferiores                |
| 6 | Chile !     | DEF  | Luis Pavez | 29 años | Unión Española            | Colo-Colo                 |
| 14 | ARG !       | DEF  | Juan Ignacio Díaz | 27 años | Barracas Central          | Estudiantes de La Plata   |
| 17 | Chile !     | DEF  | Moisés González Torres | 24 años | Inferiores                | Inferiores                |
| 21 | Chile !     | DEF  | Nicolás Garrido | 22 años | Universidad de Concepción | Colo-Colo                 |
| 22 | Argentina ! | DEF  | Alan Robledo | 27 años | Alvarado                  | Chacarita Juniors         |
| 27 | Chile !     | DEF  | José Movillo | 18 años | Inferiores                | Inferiores                |
| 29 | Chile !     | DEF  | Benjamín Molina | 19 años | Inferiores                | Inferiores                |
| Mediocampistas |             |      | |         |                           |                           |
| 5 | Chile !     | MED  | Gabriel Pinto | 20 años | Deportes Limache          | Inferiores                |
| 7 | Argentina ! | MED  | Martín Sarrafiore | 27 años | Independiente             | Huracán                   |
| 10 | Chile !     | MED  | Bryan Rabello | 31 años | Novorizontino             | Colo-Colo                 |
| 11 | Chile !     | MED  | Juan Leiva | 31 años | Cobreloa                  | Deportes Concepción       |
| 12 | Chile !     | MED  | Claudio Pavez | 20 años | Inferiores                | Inferiores                |
| 20 | Chile !     | MED  | Felipe Ogaz | 22 años | Fluminense                | Inferiores                |
| 32 | Argentina ! | MED  | Matías Lugo | 24 años | Estudiantes de Caseros    | Argentinos Juniors        |
| Delanteros |             |      | |         |                           |                           |
| 8 | Chile !     | DEL  | Joaquín Montecinos | 29 años | Tijuana                   | Unión Temuco              |
| 9 | PAR !       | DEL  | Arnaldo Castillo | 28 años | Universidad de Concepción | Universidad de Concepción |
| 23 | Argentina ! | DEL  | Maximiliano Romero | 25 años | Argentinos Juniors        | Vélez Sarsfield           |
| 24 | Argentina ! | DEL  | Francisco González | 24 años | Defensa y Justicia        | Newell's Old Boys         |
| 26 | Chile !     | DEL  | Rodrigo Godoy | 19 años | Inferiores                | Inferiores                |
| 28 | Chile !     | DEL  | Esteban Calderón | 21 años | Inferiores                | Inferiores                |
| 30 | Chile !     | DEL  | Joaquín Tapia | 20 años | Inferiores                | Inferiores                |
| 38 | Chile !     | DEL  | Martín Espinoza | 20 años | Inferiores                | Inferiores                |
| 40 | Chile !     | DEL  | Joaquín Muñoz | 16 años | Inferiores                | Inferiores                |

| N.º            | Nac.        | Pos.     | Nombre                 | Edad     | Últ. equipo               | Eq. formativo             |          |          |          |          |
| Porteros       | Porteros    | Porteros | Porteros               | Porteros | Porteros                  | Porteros                  | Porteros | Porteros | Porteros | Porteros |
| -------------- | ----------- | -------- | ---------------------- | -------- | ------------------------- | ------------------------- | -------- | -------- | -------- | -------- |
| 1              | Chile !     | POR      | Jorge Deschamps        | 41 años  | Magallanes                | Huachipato                |          |          |          |          |
| 13             | CHI !       | POR      | Martín Quezada         | 27 años  | Deportes Valdivia         | Inferiores                |          |          |          |          |
| 25             | Chile !     | POR      | Fabricio Vera          | 19 años  | Inferiores                | Inferiores                |          |          |          |          |
| 31             | Chile !     | POR      | Omar Carabalí          | 28 años  | Audax Italiano            | Colo-Colo                 |          |          |          |          |
| Defensas       |             |          |                        |          |                           |                           |          |          |          |          |
| 2              | Chile !     | DEF      | Cristian Morales       | 18 años  | Inferiores                | Inferiores                |          |          |          |          |
| 3              | Chile !     | DEF      | Felipe Faúndez         | 19 años  | Inferiores                | Inferiores                |          |          |          |          |
| 6              | Chile !     | DEF      | Luis Pavez             | 29 años  | Unión Española            | Colo-Colo                 |          |          |          |          |
| 14             | ARG !       | DEF      | Juan Ignacio Díaz      | 27 años  | Barracas Central          | Estudiantes de La Plata   |          |          |          |          |
| 17             | Chile !     | DEF      | Moisés González Torres | 24 años  | Inferiores                | Inferiores                |          |          |          |          |
| 21             | Chile !     | DEF      | Nicolás Garrido        | 22 años  | Universidad de Concepción | Colo-Colo                 |          |          |          |          |
| 22             | Argentina ! | DEF      | Alan Robledo           | 27 años  | Alvarado                  | Chacarita Juniors         |          |          |          |          |
| 27             | Chile !     | DEF      | José Movillo           | 18 años  | Inferiores                | Inferiores                |          |          |          |          |
| 29             | Chile !     | DEF      | Benjamín Molina        | 19 años  | Inferiores                | Inferiores                |          |          |          |          |
| Mediocampistas |             |          |                        |          |                           |                           |          |          |          |          |
| 5              | Chile !     | MED      | Gabriel Pinto          | 20 años  | Deportes Limache          | Inferiores                |          |          |          |          |
| 7              | Argentina ! | MED      | Martín Sarrafiore      | 27 años  | Independiente             | Huracán                   |          |          |          |          |
| 10             | Chile !     | MED      | Bryan Rabello          | 31 años  | Novorizontino             | Colo-Colo                 |          |          |          |          |
| 11             | Chile !     | MED      | Juan Leiva             | 31 años  | Cobreloa                  | Deportes Concepción       |          |          |          |          |
| 12             | Chile !     | MED      | Claudio Pavez          | 20 años  | Inferiores                | Inferiores                |          |          |          |          |
| 20             | Chile !     | MED      | Felipe Ogaz            | 22 años  | Fluminense                | Inferiores                |          |          |          |          |
| 32             | Argentina ! | MED      | Matías Lugo            | 24 años  | Estudiantes de Caseros    | Argentinos Juniors        |          |          |          |          |
| Delanteros     |             |          |                        |          |                           |                           |          |          |          |          |
| 8              | Chile !     | DEL      | Joaquín Montecinos     | 29 años  | Tijuana                   | Unión Temuco              |          |          |          |          |
| 9              | PAR !       | DEL      | Arnaldo Castillo       | 28 años  | Universidad de Concepción | Universidad de Concepción |          |          |          |          |
| 23             | Argentina ! | DEL      | Maximiliano Romero     | 25 años  | Argentinos Juniors        | Vélez Sarsfield           |          |          |          |          |
| 24             | Argentina ! | DEL      | Francisco González     | 24 años  | Defensa y Justicia        | Newell's Old Boys         |          |          |          |          |
| 26             | Chile !     | DEL      | Rodrigo Godoy          | 19 años  | Inferiores                | Inferiores                |          |          |          |          |
| 28             | Chile !     | DEL      | Esteban Calderón       | 21 años  | Inferiores                | Inferiores                |          |          |          |          |
| 30             | Chile !     | DEL      | Joaquín Tapia          | 20 años  | Inferiores                | Inferiores                |          |          |          |          |
| 38             | Chile !     | DEL      | Martín Espinoza        | 20 años  | Inferiores                | Inferiores                |          |          |          |          |
| 40             | Chile !     | DEL      | Joaquín Muñoz          | 16 años  | Inferiores                | Inferiores                |          |          |          |          |

- Por disposición de la Asociación Nacional de Fútbol Profesional (ANFP), los equipos chilenos en la Liga de Primera están limitados a tener en su plantel un máximo de seis futbolistas extranjeros, más un juvenil extranjero inscrito en el fútbol formativo desde el año 2023, pero:
  - Omar Carabalí posee la doble nacionalidad ecuatoriana y chilena.
  - Arnaldo Castillo posee la doble nacionalidad paraguaya y chilena.
- Por disposición de la ANFP, el número de las camisetas no puede sobrepasar al número de jugadores inscritos.
- Por disposición de la ANFP, el plantel debe utilizar al menos 1890 minutos a juveniles chilenos nacidos a partir del 1 de enero de 2004.

### Altas 2025
| Jugador            | Posición      | Procedencia            | Tipo            |
| ------------------ | ------------- | ---------------------- | --------------- |
| Omar Carabalí      | Portero       | Audax Italiano         | Libre           |
| Jorge Deschamps    | Portero       | Magallanes             | Libre           |
| Ronald Guzmán      | Defensa       | Deportes Santa Cruz    | Fin de préstamo |
| Luis Pavez         | Defensa       | Unión Española         | Libre           |
| Alan Robledo       | Defensa       | Alvarado               | Libre           |
| Nicolás Garrido    | Defensa       | Colo-Colo              | Préstamo        |
| Gabriel Pinto      | Mediocampista | Deportes Limache       | Fin de préstamo |
| Juan Leiva         | Mediocampista | Cobreloa               | Libre           |
| Matías Lugo        | Mediocampista | Estudiantes de Caseros | Préstamo        |
| Nicolás Matamoros  | Delantero     | Deportes Limache       | Fin de préstamo |
| Matías Belmar      | Delantero     | Deportes Santa Cruz    | Fin de préstamo |
| Leandro Benegas    | Delantero     | Unión Española         |                 |
| Jugador            | Posición      | Procedencia            | Tipo            |
| Francisco González | Delantero     | Defensa y Justicia     | Traspaso        |
| Maximiliano Romero | Delantero     | Argentinos Juniors     | Préstamo        |

### Bajas 2025
| Jugador            | Posición      | Destino             | Tipo                  |
| ------------------ | ------------- | ------------------- | --------------------- |
| Nicolás Peranic    | Portero       | Deportes Limache    | Fin de contrato       |
| Diego Carreño      | Portero       | Deportes Santa Cruz | Préstamo              |
| Leonel Mosevich    | Defensa       | Argentinos Juniors  | Fin de préstamo       |
| Pedro Navarro      | Defensa       | Colo-Colo           | Fin de préstamo       |
| Brian Torrealba    | Defensa       | Deportes Limache    | Fin de contrato       |
| Juan Fuentes       | Defensa       | Deportes La Serena  | Fin de contrato       |
| Simón Contreras    | Defensa       | Brusque             | Fin de contrato       |
| Vicente Fernández  | Defensa       | Cobresal            | Fin de contrato       |
| Camilo Moya        | Mediocampista | Unión La Calera     | Fin de contrato       |
| Diego Buonanotte   | Mediocampista | Deportes Temuco     | Fin de contrato       |
| Martín Maturana    | Mediocampista | Deportes Santa Cruz | Préstamo              |
| Cristóbal Castillo | Mediocampista | Deportes Santa Cruz | Préstamo              |
| Yerko Leiva        | Mediocampista | Curicó Unido        | Fin de préstamo       |
| Carlos Auzqui      | Delantero     | Atlético Tucumán    | Fin de contrato       |
| Octavio Bianchi    | Delantero     | Rosario Central     | Fin de préstamo       |
| Esteban Moreira    | Delantero     | Deportes La Serena  | Préstamo              |
| Jugador            | Posición      | Procedencia         | Tipo                  |
| Leandro Benegas    | Delantero     | Unión La Calera     | Rescisión de contrato |
| Yorman Zapata      | Delantero     | Deportes Limache    | Rescisión de contrato |
| Ronald Guzmán      | Defensa       | Cobreloa            | Rescisión de contrato |

## Jugadores

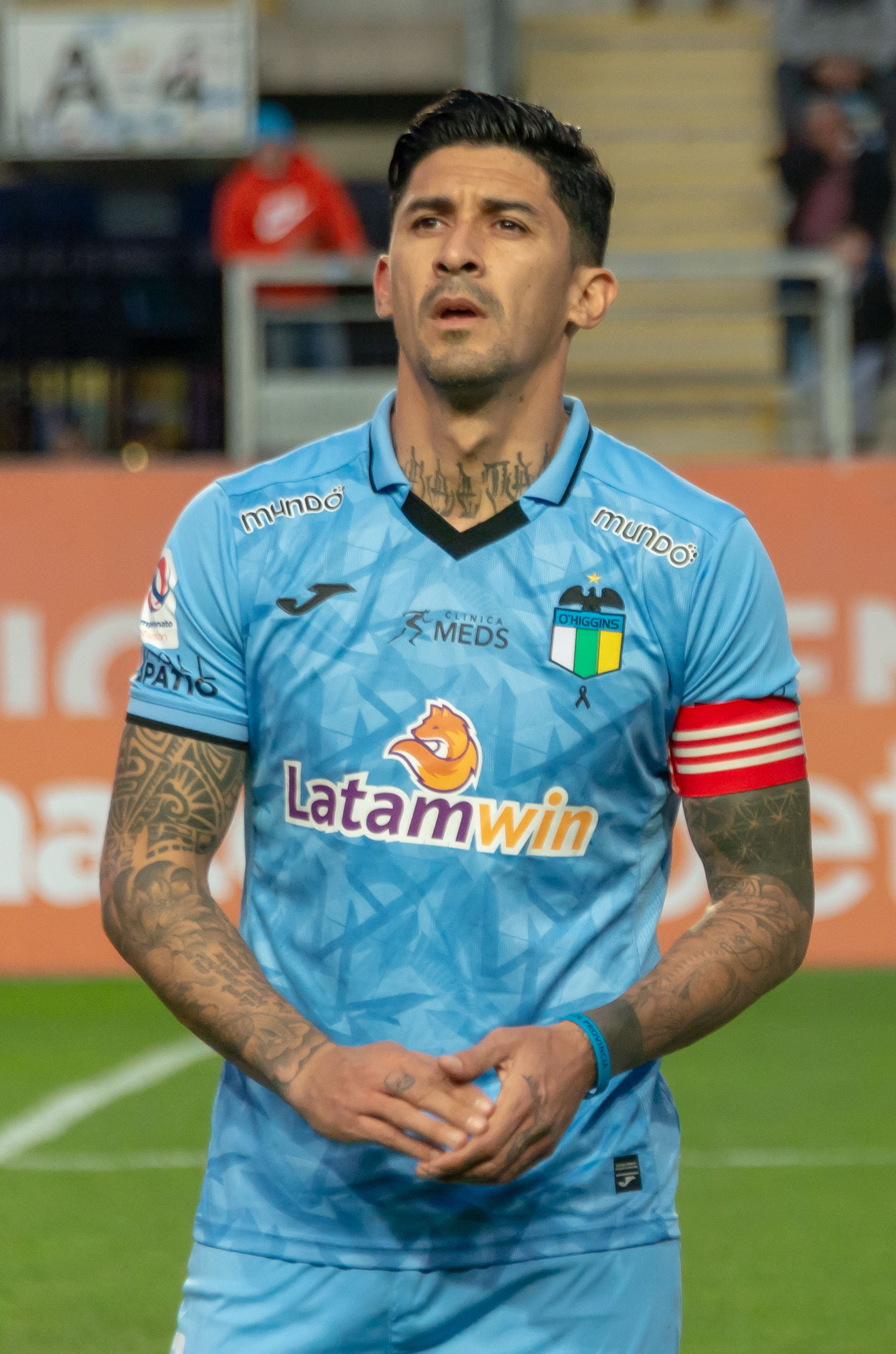
Pedro Pablo Hernández, uno de los jugadores destacados de O'Higgins durante el 2013.

A lo largo de su historia, O'Higgins ha contado con una gran cantidad de jugadores de diversa nacionalidad, siendo la mayoría de nacionalidad chilena.
Juvenal Vargas es el goleador histórico de O'Higgins con 119 goles convertidos en partidos oficiales siendo anotados por torneos nacionales de Primera División, partidos internacionales y partidos definitorios. Le sigue con un gol menos Aníbal González con 118. Otros dos jugadores han marcado más de 80 goles con la camiseta celeste en las instancias señaladas, como Miguel Ángel Neira y Mario Núñez, que además de ser uno de los artilleros históricos del club, Mario Núñez ostenta el récord de ser el máximo goleador de la celeste en un campeonato nacional de Primera División, con treinta y cuatro goles en 1999 y el segundo a nivel mundial. Actualmente dentro de esta lista se encuentra el argentino Pablo Calandria que desde su llegada al club hasta su retiro en la celeste acumuló 79 goles y además para muchos seguidores celestes Calandria es el ídolo máximo en la historia del Club.

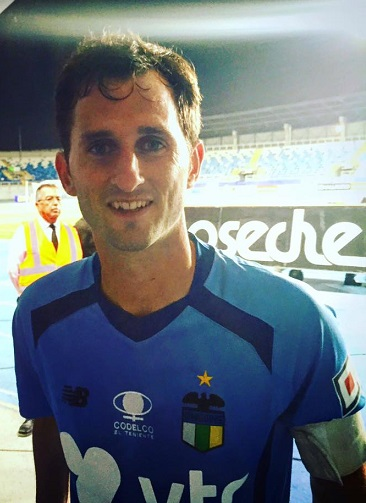
Pablo Ignacio Calandria, dentro de los goleadores históricos, artífice del primer título del equipo e ídolo máximo en la historia del Club.

El primer jugador de O'Higgins en ser convocado a la selección de fútbol de Chile fue Juvenal Soto, quien integró el plantel que disputó el primer encuentro oficial jugado frente a Brasil. Desde entonces, el club ha contribuido con alrededor de 60 futbolistas al combinado nacional desde 1955, quienes en su totalidad sumaron sobre 40 presentaciones por encuentros tipo A con la roja. Entre estos, Clarence Acuña es quien acumuló el mayor número de presencias mientras jugaba por O'Higgins, con 20 partidos disputados entre 1994 y 1996. Más abajo se ubican Miguel Ángel Neira (16), René Valenzuela (10), Santiago Gatíca (9) y Eduardo Bonvallet (8) como los jugadores que representaron al país en más ocasiones.
En el año 1999 con motivo del cambio de siglo miles de hinchas votaron por su "equipo del siglo" a través de la página web SoyCeleste.cl y el diario El Rancagüino. Los jugadores más votados fueron: Carlos Bustos, Gabriel Mendoza, Federico Vairo, René Valenzuela, René Serrano, Francisco Cuevas, Joel Retamal, Miguel Ángel Neira, Mario "Osito" Núñez, Mario "Tranvía" Desiderio y Aníbal "Tunga" González. También el club posee una galería de jugadores emblema donde se encuentran: Joel Molina, Leonidas "Pocho" Burgos, Roque Alfaro, Mauro "Negro" Meléndez, Carlos Gustavo de Luca, Juvenal Soto y Constantino Zazzali.
| Futbolista              | Goles |
| ----------------------- | ----- |
| Juvenal Vargas          | 120   |
| Aníbal González         | 119   |
| Mario Núñez             | 82    |
| Pablo Ignacio Calandria | 79    |
| Miguel Ángel Neira      | 79    |
| Leonidas Burgos         | 78    |
| Carlos Gustavo de Luca  | 74    |
| Juvenal Soto            | 63    |
| Luis Pino               | 60    |
| Mario Desiderio         | 47    |

### Goleadores
| - Guillermo Villarroel Muñoz: 24 goles (1955) - José Benito Ríos: 22 goles (1959) - Mario Núñez: 34 goles (1999) - Enzo Gutiérrez: 11 goles (A-2012) - Mario Desiderio: 19 (1964) - Enrique Ferraro: 16 (1997-A) - Mario Núñez: 19 (1998) - Claudio Videla: 23 (2003); 18 (2004) - Miguel Ángel Neira: 11 goles (1980) - Aníbal González: 9 goles (1984); 13 goles (1990) - Carlos Gustavo de Luca: 11 goles (1991) \| Premios Revista "El Gráfico" Chile - Héctor Barra - Mejor arquero (2006) - Rodrigo Ramírez - Mejor lateral (2006) - Giancarlo Maldonado - Mejor delantero (2006) - Ramón Fernández - Parte del Equipo Ideal (2012) - Enzo Gutiérrez - Parte del Equipo Ideal (2012) - Julio Alberto Barroso - Parte del Equipo Ideal (2012) - Julio Alberto Barroso - Parte del Equipo Ideal (2013) - Pablo Hernández - Parte del Equipo Ideal (2013) - César Fuentes - Mejor Jugador Joven (2013) Equipo del Año - Mario Núñez - (1999) - José Carrasco - (2000) \| Gala del Fútbol SIFUP - Ramón Fernández - Mejor Volante Izquierdo (A-2012) - Enzo Gutiérrez - Mejor Delantero Izquierdo (A-2012) - Julio Alberto Barroso - Mejor Defensa Central (T-2013) - Gonzalo Barriga - Mejor Volante Izquierdo (T-2013) - Benjamín Vidal - Mejor Defensa Izquierdo (A-2013) - Yerson Opazo - Mejor Lateral Izquierdo (A-2013) - Luis Pedro Figueroa - Mejor Delantero Derecho (A-2013) - Octavio Rivero - Mejor Delantero Derecho (A-2014) Balón de Oro ANFP - Felipe Rojas - Premio Fair Play (2010) - Ramón Fernández - Premio Volante Ofensivo (2012) - Yerson Opazo - Premio Lateral Derecho (2012) \| | |
| - Héctor Barra - Mejor arquero (2006) - Rodrigo Ramírez - Mejor lateral (2006) - Giancarlo Maldonado - Mejor delantero (2006) - Ramón Fernández - Parte del Equipo Ideal (2012) - Enzo Gutiérrez - Parte del Equipo Ideal (2012) - Julio Alberto Barroso - Parte del Equipo Ideal (2012) - Julio Alberto Barroso - Parte del Equipo Ideal (2013) - Pablo Hernández - Parte del Equipo Ideal (2013) - César Fuentes - Mejor Jugador Joven (2013) - Mario Núñez - (1999) - José Carrasco - (2000) | - Ramón Fernández - Mejor Volante Izquierdo (A-2012) - Enzo Gutiérrez - Mejor Delantero Izquierdo (A-2012) - Julio Alberto Barroso - Mejor Defensa Central (T-2013) - Gonzalo Barriga - Mejor Volante Izquierdo (T-2013) - Benjamín Vidal - Mejor Defensa Izquierdo (A-2013) - Yerson Opazo - Mejor Lateral Izquierdo (A-2013) - Luis Pedro Figueroa - Mejor Delantero Derecho (A-2013) - Octavio Rivero - Mejor Delantero Derecho (A-2014) - Felipe Rojas - Premio Fair Play (2010) - Ramón Fernández - Premio Volante Ofensivo (2012) - Yerson Opazo - Premio Lateral Derecho (2012) |

## Entrenadores

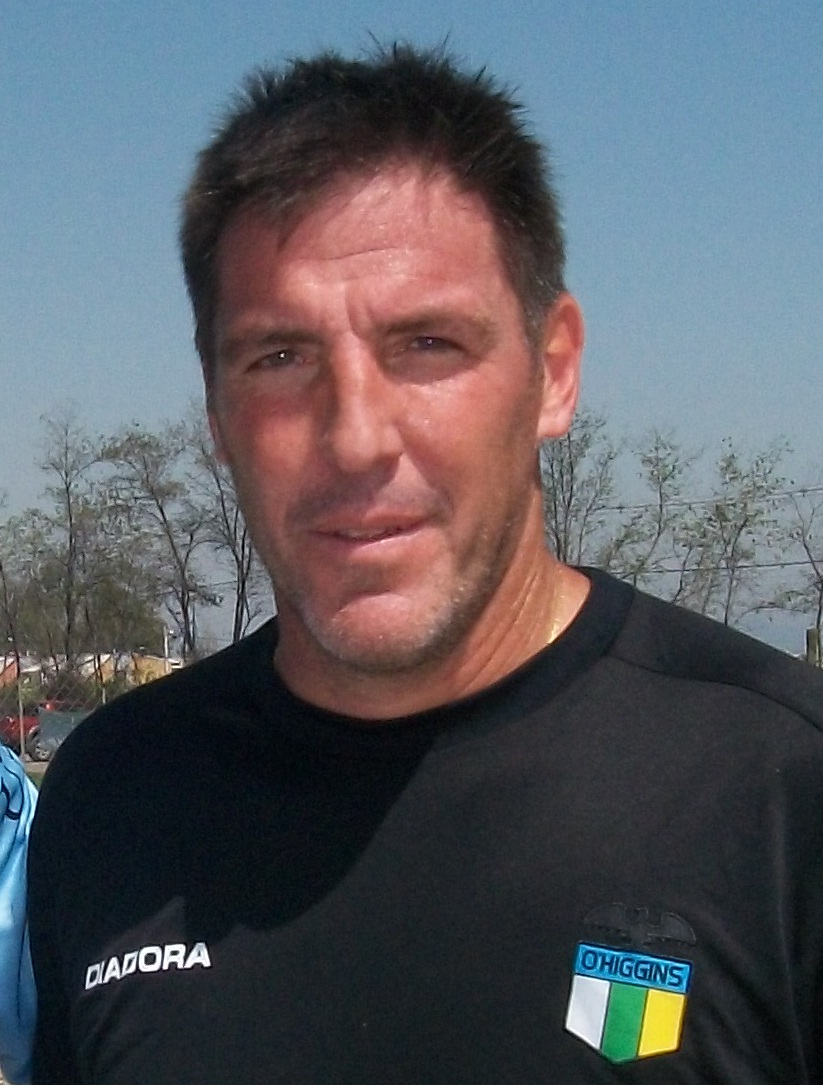
Eduardo Berizzo, el entrenador más exitoso en la historia del club. En sus tres años al mando del equipo, consiguió el Torneo Apertura 2013 y la Supercopa de Chile

Desde la creación del club, la Junta firmó con Francisco Hormazábal para el torneo de Primera División de 1955, siendo él el primer entrenador del equipo de Rancagua. Después de las temporadas regulares en el transcurso de la liga, la junta contrató a la Carlos Snopec, quien fue el primer entrenador internacional del club. 20 años más tarde, el club logró una temporada histórica con Luis Santibáñez como entrenador, que se clasificó a O'Higgins por primera vez a un torneo internacional, la Copa Libertadores de 1979. Mientras que al año siguiente, el DT Francisco 'Paco' Molina, lleva a los celestes a las semifinales de la Copa Libertadores 1980. En 1992, la directiva del club firmó al entrenador Manuel Pellegrini, de la cara de la Copa Conmebol 1992, en donde lamentablemente fue eliminado por Gimnasia y Esgrima de La Plata de Argentina. En 1994, el entrenador Roberto Hernández llevó al club a la final de Copa Chile, perdiendola  por lanzamientos penales ante Colo-Colo. En 2006, el equipo hizo su primera campaña importante para el Torneo Clausura bajo las órdenes de Jorge Garcés como entrenador.
En diciembre de 2007, Ricardo Abumohor, propietario del club, informó que contrató a Jorge Sampaoli como entrenador de la cara del torneo. En el torneo largo del año 2010 regresa a la banca de los celestes Roberto Hernández quien ya había estado el año 1994, posteriormente asume Marco Antonio Figueroa, Ivo Basay y José Cantillana. En enero de 2012 llega el entrenador Eduardo Berizzo, quien clasifica al club luego de 20 años a un torneo internacional y quedan en la historia por ser el primer técnico en llegar a una final de campeonatos nacionales ya que en el Apertura 2012 juegan contra la Universidad de Chile pero pierden en lanzamientos penales. En el torneo de Apertura 2013 logran ser campeones y ser el primer entrenador en ganar un título de Primera División.
Cabe destacar que los entrenadores de O'Higgins han sido predominantemente de nacionalidad chilena, exceptuando al checo Carlos Snopec, el húngaro Ladislao Pakozdi, los uruguayos Nelson Acosta y Gerardo Pelusso; el paraguayo Sergio Nichiporuk; y los argentinos Salvador Calvente, José Salerno, Carlos Orlandelli, José Pérez, Roque Alfaro, Jorge Sampaoli, Eduardo Berizzo, Facundo Sava, Pablo Sánchez, Cristián Arán y Gabriel Milito.
Un dato a considerar es que varios de los entrenadores que han dirigido al conjunto rancagüino posteriormente han comandado alguna selección nacional de fútbol. Entre ellos: Orlando Aravena, Luis Santibáñez, Jorge Sampaoli, Eduardo Berizzo en la selección de fútbol de Chile, Gerardo Pelusso en la selección de fútbol de Paraguay y Nelson Acosta que dirigió dos selecciones la de Chile y la selección de fútbol de Bolivia.
Los entrenadores interinos aparecen en cursiva.

## Palmarés

### Torneos nacionales
| Torneos nacionales                                           | Torneos nacionales   | Torneos nacionales |
| Competición                                                  | Títulos              | Subcampeonatos     |
| ------------------------------------------------------------ | -------------------- | ------------------ |
| Primera División de Chile (1/1)                              | Apertura 2013        | Apertura 2012      |
| Supercopa de Chile (1/0)                                     | 2014                 |                    |
| Copa Chile (0/2)                                             |                      | 1983, 1994         |
| Primera B (1/3)                                              | 1964                 | 1976, 1986, 1998   |
| Campeonato de Apertura de la Segunda División de Chile (1/0) | 1986                 |                    |
| Liguilla Pre-Libertadores (2/1)                              | 1978, 1979 (invicto) | 1991               |
| Liguilla Pre-Sudamericana (1/0)                              | Clausura 2016        |                    |
| Pre- Liguilla Libertadores (1/0)                             | 1991                 |                    |

#### Torneos amistosos
| Torneos amistosos                    | Torneos amistosos | Torneos amistosos |
| Competición                          | Títulos           | Subcampeonatos    |
| ------------------------------------ | ----------------- | ----------------- |
| Copa Luis Santibáñez (1/0)           | 2013              |                   |
| Copa Gato (1/0)                      | 2005-V            |                   |
| Copa Codelco Div. Chuquicamata (1/0) | 2008              |                   |
| Copa Gobierno Regional (1/0)         | 2012              |                   |

#### Torneos amistosos internacionales
| Torneos amistosos                     | Torneos amistosos | Torneos amistosos |
| Competición                           | Títulos           | Subcampeonatos    |
| ------------------------------------- | ----------------- | ----------------- |
| Cuadrangular Santiago- Rancagua (0/1) |                   | 1965              |
| Copa Aeroflot (0/1)                   |                   | 1991              |

#### Fútbol Joven
| Torneos nacionales              | Torneos nacionales                          | Torneos nacionales                          |
| Competición                     | Títulos                                     | Subcampeonatos                              |
| ------------------------------- | ------------------------------------------- | ------------------------------------------- |
| Copa Chile Sub-18 (2/0)         | 2009, 2011                                  |                                             |
| Supercopa de Chile Sub-21 (1/0) | 2024                                        |                                             |
| Copa Chile Sub-17 (0/1)         |                                             | 2009                                        |
| Sub-21 (2/1)                    | Apertura 2022, Apertura 2024                | Apertura 2023                               |
| Sub-18 (1/0)                    | 2021                                        |                                             |
| Sub-17 (2/3)                    | Apertura 2016, Clausura 2023                | 2009, Apertura 2017, Clausura 2017          |
| Sub-16 (1/0)                    | Apertura 2023                               |                                             |
| Sub-15 (3/3)                    | Apertura 2014, Clausura 2014, Apertura 2023 | Clausura 2011, Apertura 2015, Clausura 2015 |
| Sub-14 (1/3)                    | Apertura 2019                               | Apertura 2012, Apertura 2014, Clausura 2014 |
| Sub-13 (3/1)                    | Clausura 2012, Clausura 2014, Clausura 2016 | Apertura 2014                               |
| Sub-12 (1/0)                    | 2010                                        |                                             |

| Torneos internacionales      | Torneos internacionales | Torneos internacionales |
| Competición                  | Títulos                 | Subcampeonatos          |
| ---------------------------- | ----------------------- | ----------------------- |
| SuperCupNI (Globe Cup) (1/0) | 2015                    |                         |
| SuperCupNI Sub-17 (1/0)      | 2016                    |                         |
| SuperCupNI (Vase Cup) (1/0)  | 2019                    |                         |

## Divisiones inferiores
La Cantera del club Club Deportivo O'Higgins está considerada como una de las más importantes en Chile, ya que ha formado desde 1955 entre ellos jugadores de la talla de Jaime Riveros, Gabriel Mendoza, Nelson Tapia, Fernando Cornejo, Moisés Ávila, Alejandro Osorio, Aníbal González, Clarence Acuña, Mario Núñez, Jaime González y Mauricio Dinamarca. Dentro de los jugadores formados en la cantera celeste más destacados recientemente se encuentran Benjamin Vidal, César Fuentes, Nicolás Vargas, Cristián Cuevas, Francisco Arancibia, Juan Fuentes, Tomás Alarcón, Fabián Hormazábal y Luis Ureta, entre otros, quienes han jugado en el primer equipo y han representado a las divisiones inferiores de la selección chilena.
El fútbol joven de O'Higgins, participa en las Competencias del Fútbol Joven de Chile, de la Asociación Nacional de Fútbol Profesional, donde, al igual que el equipo profesional de O'Higgins, ha ganados los torneos nacionales de distintas categorías del Fútbol Joven de Chile.

## Filial

### O'Higgins B
O'Higgins "B" es un club que debutó en la división en 2003, siendo invitado a la recién creada "Tercera División Zona Centro" (que agrupa a clubes de V Región de Valparaíso y VII Región del Maule), como filial del Club Deportivo O'Higgins (club militante en Primera división).El equipo de Tercera División fue concebido con el objeto de conformar una de las principales reservas que tuviera el primer equipo ante cualquier emergencia, mientras que el plantel de honor reforzaba a la filial con sus jugadores sub-23 no citados a los partidos del fin de semana.